# ميلاس
ميلاس (بالإغريقية: Μύλασα)‏ أو (Mylasa) (بالتركية: Milas)‏، مدينة قديمة ومقر المديرية التي تحمل نفس الاسم في مقاطعة موغلا في جنوب غرب تركيا. تحتل المدينة منطقة ذات اقتصاد نشط وتاريخ غني جدًا وبقايا أثرية قديمة، حيث تحتوي ميلاس على سبعة وعشرين موقعًا أثريًا ملحوظًا. كانت المدينة أول عاصمة لكاريا القديمة وكانت أيضاً عاصمة لأمراء الأناضول من بنو منتشا في القرون الوسطى. يُصنَّف ضريح هيكاتومنوس (Hecatomnus) القريب منها كموقع لتراث عالمي تابع لليونسكو.
تركز ميلاس على العمليات الزراعية وتربية الأحياء المائية، والأنشطة الصناعية المتصلة بهما، والخدمات، والنقل ولا سيما منذ افتتاح مطار ميلاس-بودروم، والسياحة والثقافة. يقع المركز على بعد حوالي 20 كم من الساحل وهو أقرب إلى المطار من مدينة بودروم، حيث يختار العديد من المسافرين القادمين متأخرين في موسم الذروة البقاء في ميلاس بدلاً من بودروم التي يصعب العثور على أماكن إقامة فيها.
مساحة منطقة ميلاس الإجمالية 2167 كم2 وهذه المنطقة بها سواحل شاطئية بمجموع طول إجمالي 150 كم، منها ساحل إلى الشمال الغربي في خليج غولُّوك (بالتركية: Güllük)‏ وساحل إلى الجنوب على طول خليج غوكوفا (بالتركية: Gökova)‏، بالإضافة إلى شاطئ في الشمال على بحيرة بافا (بالتركية: Bafa Gölü)‏ المقسمة بين منطقة ميلاس ومنطقة أيدين في مقاطعة سوكي (بالتركية: Söke)‏.
تُعد ميلاس من بين المناطق السكنية البارزة في جنوب غرب تركيا إلى جانب موغلا وفتحية في أقصى الجنوب، فهذه المراكز الثلاثة تتساوى مع بعضها من حيث عدد السكان طوال العام والمساحات التي تغطيها.
إدارياً، يوجد تحت ميلاس خمس بلدات لها بلدياتها الخاصة بها و114 قرية، مما يميز المقاطعة بهذا العدد القياسي من التجمعات السكنية التابعة لها في المنطقة الواسعة للغاية المحيطة بها. يقع مركز ميلاس على سهل خصب عند سفح جبل سودرا (بالتركية: Sodra)‏ الذي يوجد عليه وحوله محاجر كبيرة لاستخراج الرخام الأبيض منذ العصور القديمة.

## التسمية
اسم «ميلاسا Mylasa» الذي ينتهي باللاحقة: asa- يدل على أنه اسم أناضولي قديم للغاية.
البادئة «ميل -mil» من اسم «ميلاس» موجود أيضًا في أسماء الليقيين الذي أطلقوا على أنفسهم اسم «ترميلي Trmili»، وتلك نظرية تربط اسم ميلاسا بقدوم الليقيين من ميليتوس Miletus التي ذكر المؤرخ الإغريقي القديم «إيفوروس Ephorus» (حوالي 400 - 330 قبل الميلاد) أنها من أصل ليقي واسمهم «ميلَّاواندا Millawanda»، حيث وصلوا إلى منزلهم النهائي في الجنوب.
ولكن لا يوجد شيء آخر يشير إلى أصل ليقي لاسم ميلاسا.

### تفسير ضعيف
يقول ستيفانوس البيزنطي في كتابه «الإثنيكا Ethnica» أن المدينة أخذت اسمها من «ميلاسوس Mylasus»، ابن «كريساور Chrysaor» وأحد أحفاد «سيسيفوس Sisyphus» و«إيولوس Aeolus»، وهو تفسير تعتبره بعض المصادر تفسيراً ضَعِيفاً لمدينة تقع في إقليم كاريا.

## التاريخ
أقدم ذكر تاريخي للمدينة وصلنا كان من بداية القرن السابع قبل الميلاد، حيث أنه وُجد مُسجلاً في الآثار المُكتشفة ذِكر زعيم كارياني من ميلاسا (Mylasa) باسم «أرسيليس» بأنه قد ساعد «غيغس» (مؤسس الأسرة الميرمنادية، ومن الملوك الليديين) في صراعه للوصول إلى العرش الليدي.
نفس الحادثة مذكورة في الروايات التي تدور حول بدايات عِبَادَة وبناء صنم «لابرانديان زيوس» (Labrandean Zeus) في المنطقة المقدسة المجاورة «لابروندا» (Labraunda) والتي هي حالياً موقع أثري يقع في محافظة موغلا على بعد 5 كم من مدينة «أورطاكوي» (بالتركية: Ortaköy)‏ في الجبال القريبة من ساحل كاريا، حيث ظل الصنم مقدساً في نظر شعوب غرب الأناضول، وتذكر تلك الروايات أن الزعيم الكارياني «أرسيليس» السابق ذكره، قد جلب من ليديا التمثال ذو الفأس مزدوج الرأسين.
كان «لابرانديان زيوس»، ويُطلق عليه أحيانًا اسم «زيوس ستراتيوس» (Zeus Stratios)، واحدًا من آلهة ميلاسا (Mylasa) الثلاثة التي يحمل كل منها اسم «زيوس»، ولكن كان لكل واحد منهم خصائص محلية بحسب الموطن وأهل كل بلد. فمثلا كانت عبادة «زيوس الكاري» (Carian Zeus) في كاريا ملحوظة جدأ ليس فقط من جانب الكاريين، ولكن أيضا من أقاربهم الليديان والمسيانيين (Mysia) الذين كانوا يعيشون شمال غرب آسيا الصغرى (الأناضول أو تركيا حالياً). كذلك كان أحد المعابد الأكثر روعة هو أكروبوليس أثينا المخصص «لزيوس أوسوغوا» (Zeus Osogoa) (اسمه في الأصل أوسوغوا فقط)، ويمكن تتبع الآثار الدالة عليه إلى الأزمان التي كان فيها الكاريين قومًا بحريين بحسب ذكر بوسانياس الرحّالة والجغرافيٌّ اليونانيّ من القرن الثاني قبل الميلاد.

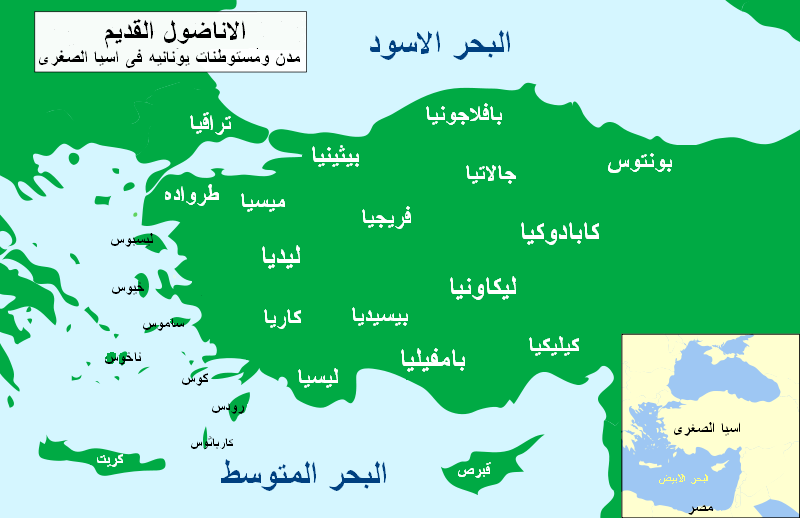
خارطة توضح أماكن سُكني اليونانيين قديماً: «ميسيا» و «ليديا» و «كاريا» و «ليسيا» في غرب الأناضول (أو آسيا الصغرى).

### الفترة الفارسية
كانت ميلاسا تحت حكم الأخمينيين هي المدينة الرئيسية لإقليم كاريا، وكان حاكم المدينة (ولقبه: مَرْزَبان أو ساتراب) يُعين من قبل الإمبراطور الفارسي بدرجات متفاوتة من الاِمْتِثالِيَّة للإمبراطور. كانت أول سلالة حُكَّام في عهد الإمبراطورية الأخمينية هي سلالة «ليجدام» (520-450 قبل الميلاد) (بالإنجليزية: Lygdamid dynasty)‏.
أما بين أعوام 460-450 قبل الميلاد، فقد كانت ميلاسا عضوا بارزا على المستوى الإقليمي في الحلف الديلي البحري، مثل معظم المدن الكارية، للقتال ضد الإمبراطورية الفارسية بعد النصر اليوناني في معركة بلاتيا، ولكن استعاد الفُرس الحُكم بنهاية القرن نفسه.

#### سلالة الهيكاتومينيين
بعدما خرج إقليم كاريا من الحلف الديلي البحري وعاد تحت حكم الإمبراطورية الفارسية، أسس «هيكاتومنوس» (Hecatomnus) سلالة الهيكاتومينيين، وكانت تلك السلالة الحاكمة رسميا مَرْزَبانات (لقب حكام الأقاليم الفارسية) يحكمون تحت الإمبراطورية الفارسية ولكنهم كانوا يونانيين في اللغة والثقافة، كما تُبين النقوش والمسكوكات الموجودة.
كانت ميلاسا عاصمة الهيكاتومينيين، ولا يزال ضريح «هيكاتومنوس» (Hecatomnus) موجوداً إلى اليوم، والذي كان بمثابة سابقة معمارية تطورت منها أضرحة سلالته اللاحقة.
في خلال العهد الطويل الملفت للنظر لحُكم «موسولوس» (Mausolus)، أصبح الهيكاتومينيين حُكَّاماً بالقوة على إقليم كاريا والمنطقة الكبيرة المحيطة بها بين أعوام 377-352 قبل الميلاد.
تم نقل العاصمة إلى مدينة هاليكارناسوس أثناء حكم «موسولوس»، لكن ميلاسا احتفظت بأهميتها.
شيد «موسولوس» لنفسه ضريحاً فخماً في مدينة هاليكارناسوس وهو على قيد الحياة سُمِّي باسمه: ضريح موسولوس الشهير ويُسمى أيضاً ضريح هاليكارناسوس، ويٌقال أن زوجته آرتميس الثانية هي التي بنته له بعد وفاته، والذي عُدَّ أحد عجائب العالم القديم.

### الفترة الرومانية

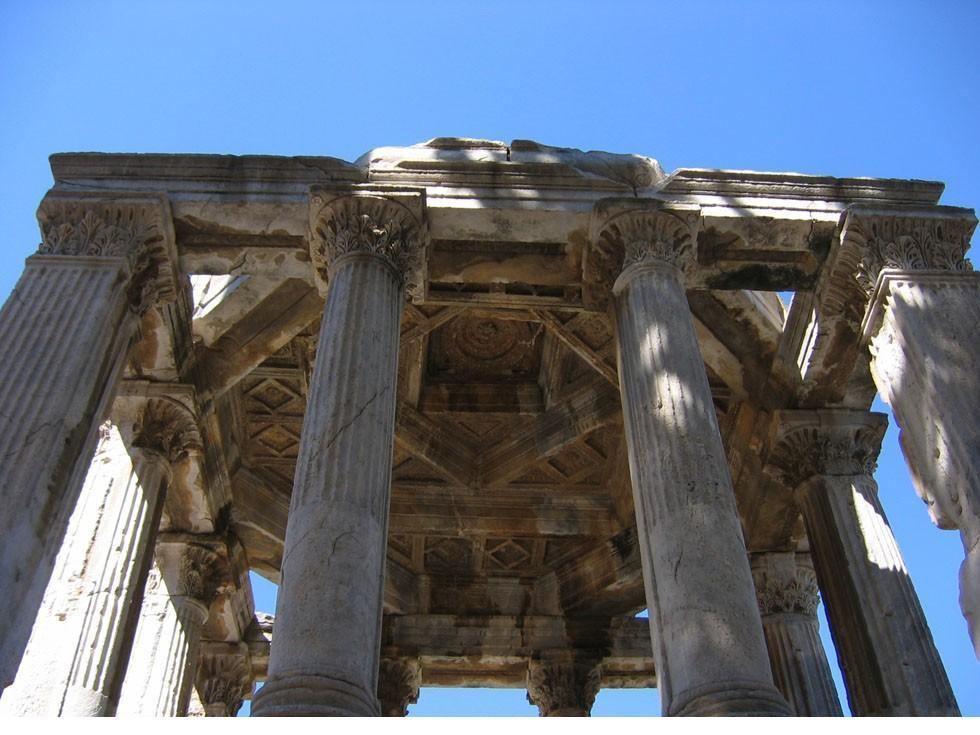
نصب قبر "غوموش كيسين" في ميلاس ، تم بناؤه خلال الفترة الرومانية في المدينة على غرار ضريح موسولوس.

في عام 40 قبل الميلاد، عانت ميلاسا أضراراً كبيرة عندما استولى عليها القائد الروماني «تيتوس لابيانوس» (Titus Labienus) أثناء حرب قيصر الأهلية الرومانية. ففي أثناء العصر اليوناني-الروماني، وعلى الرغم من التنازع على المدينة بين خلفاء الإسكندر، إلا أنها كانت تتمتع بموسم ازدهار لامع، وكانت المدن المجاورة الثلاثة «يوروموس» (Euromus) و«أوليموس» (Olymos) و«لابراندا» (Labranda) من ضمن حدودها.
كثيرا ما كان الًكتَّاب القدماء يذكرون ميلاسا. في زمان «سترابو» (Strabo) تباهت المدينة باثنين من الخطباء البارزين هما «يوثيديموس» (Euthydemos) و «هيبرياس» (Hybreas).
تخبرنا النقوش المختلفة أن الطقوس الفريجية كانت ممثلة هنا بعبادة «سابازيوس» (Sabazios)، وفي مصر: إيزيس وأوزوريس، وكان هناك أيضا معبد نمسيس.
يوجد نقش كتابي من ميلاسا  وَضَّح بعض البيانات حول حياة كورنيليوس تاسيتوس (Cornelius Tacitus)، حيث حدده كحاكم لآسيا في أعوام 112-113م.

#### أحداث أخري بالمدينة
في القرن الأول قبل الميلاد، كان السياسيان الرئيسيان والمعارضان في المدينة هما: «يوثيديموس» (Euthydemos) (باليونانية: Εὐθύδημος)‏ و«هيبرياس» (Hybreas) (باليونانية: Ὑβρέας)‏، وعندما توفي الأول، تحدث الثاني في جنازته وهو يصوغ عبارة أصبحت مثلاً قائلاً: «أنت شر لابُد منه: لا يمكننا العيش معك ولا بدونك».

### العصر المسيحي

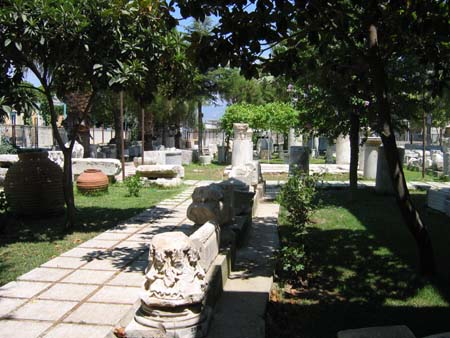
حديقة متحف ميلاس.

كان القديس أفرام من القرن الخامس من بين الأساقفة القدامى لميلاسا، الذي اتُّخذ عيده في يوم 23 يناير، وكانت آثاره تُكرّم في مدينة لوكا (Leuke) المجاورة والتي تُسمى: جزيرة الثعبان.
ذكر «نيكافوروس كاليستوس» (Nikephoros Kallistos Xanthopoulos) آخر المؤرخين الكنسيين اليونانيين والذي عاش حوالي عام 1320م، ذكر كل من: «سيريل» (Cyril) وخَلَفَه «بولس» (Paul)  كما ذُكروا في حياة «القديسة زينا» (بالإنجليزية: Saint Xene)‏ التي كانت امرأة نبيلة رومانية هربت من الزواج الذي أراد أهلها إجبارها عليه، فارتدت ملابس الرجال ثم غادرت بلدها وغيرت اسمها من «يوسيبيا» (Eusebia) إلى «زينا» (Xene) التي معناها: «غريب»، وعاشت أولاً في جزيرة كوس ثم ارتحلت إلى ميلاسا.
ذكر «ميشيل لو كيان» (بالفرنسية: Michel Le Quien)‏ أسماء ثلاثة أساقفة آخرين،  ثم أشارت المخطوطات المكتشفة بعده إلى شخصين آخرين، أحدهما مجهول،  والآخر اسمه «باسيل» (Basil) الذي بنى كنيسة على شرف القديس إسطفانوس.
ظلت ميلاسا منذ الحملة الصليبية الرابعة حتي عام 1966م بمثابة «كرسي لقبي» بالنسبة للكنيسة الكاثوليكية الرومانية تحت اسم: ميلاسينسيس (Mylasensis)؛ وظل المقعد شاغراً منذ وفاة آخر أسقف عام 1966م حتى الآن.

### العصر التركي

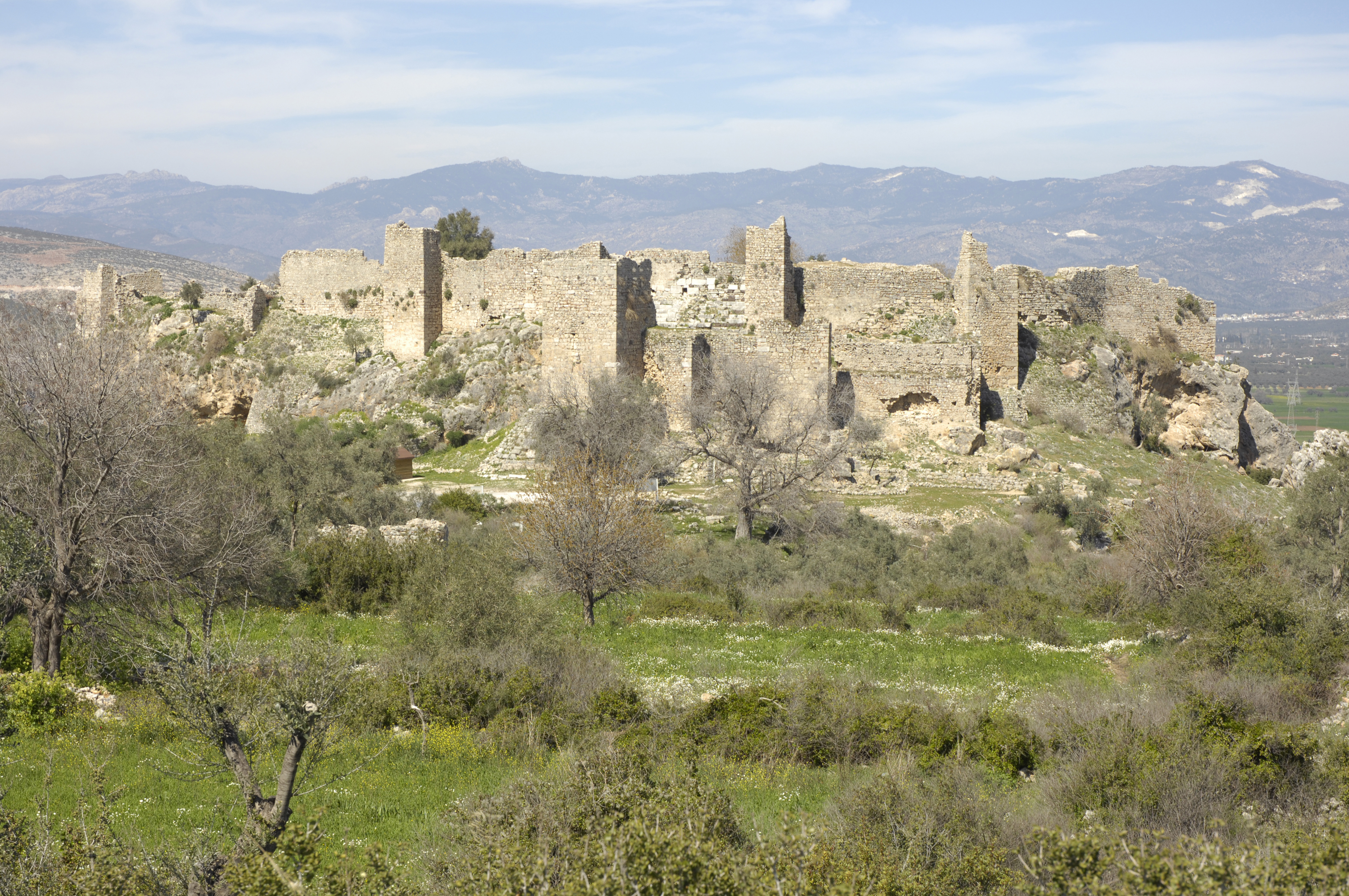
بقايا قلعة "بيتشين" (Beçin).

#### أمراء الأناضولمنبنو منتشا
استولى الأتراك بقيادة «منتشي بك» (بالتركية: Menteşe Bey)‏ على ميلاس والمنطقة المحيطة بها (الثيمة البيزنطية لميلاسا و ميلانوديون Melanoudion) في أواخر القرن الثالث عشر.
أخذت الإمارة الجديدة (بايليك) (بالتركية: beylik)‏ اسمه وأصبحت: «إمارة بنو منتشا» التي أسس عاصمتها في مدينة ميلاس.
انتقل المركز الإداري لأحفاده إلي قلعة «بيتشين» (Beçin) التي تقع في بلدة تابعة معاصرة تحمل نفس الاسم على مسافة 5 كيلومتر (3 ميل) من ميلاس والتي كانت أسهل عسكرياً للدفاع.

#### الحكم العثماني
- فتح العثمانيون ميلاس وفتحوا كل أملاك أمراء الأناضول من بني منتشا في عام 1390م.
- ولكن في وقت لاحق بعد 12 عاماُ فقط، انتصر تيمورلنك وقواته على العثمانيين في معركة أنقرة وأعاد السيطرة على هذه المنطقة لحكامها السابقين أمراء الأناضول من بني منتشا، كما فعل بالمثل مع أمراء الأناضول الآخرين.
- ثم عادت ميلاس مرة ثانية تحت السيطرة العثمانية عام 1420م بعد أن أعاد فتحها السلطان محمد الأول.
- كان من أوائل أعمال العثمانيين نقل الإدارة الإقليمية إلى موغلا.

في مطلع القرن العشرين، ووفقا لإحصاءات 1912م، بلغ سكان المركز الحضري في ميلاس 9000 نَسَمة، من بينهم نحو 2900 يوناني، وألف أو نحو ذلك من اليهود، وكانت الغالبية الباقية من الأتراك. تم تهجير اليونانيين من ميلاس مع مبادلتهم مع الأتراك الذين كانوا يعيشون في اليونان بموجب اتفاق عام 1923م لتبادل السكان اليونانيين والأتراك بين البلدين، في حين بقيت الجالية اليهودية الكبيرة موجودة حتى الخمسينات عندما هاجروا في ذلك الوقت إلى الكيان الصهيوني؛ ومازالوا يزورون ميلاس حتى ذلك اليوم.

## المواقع المهمة

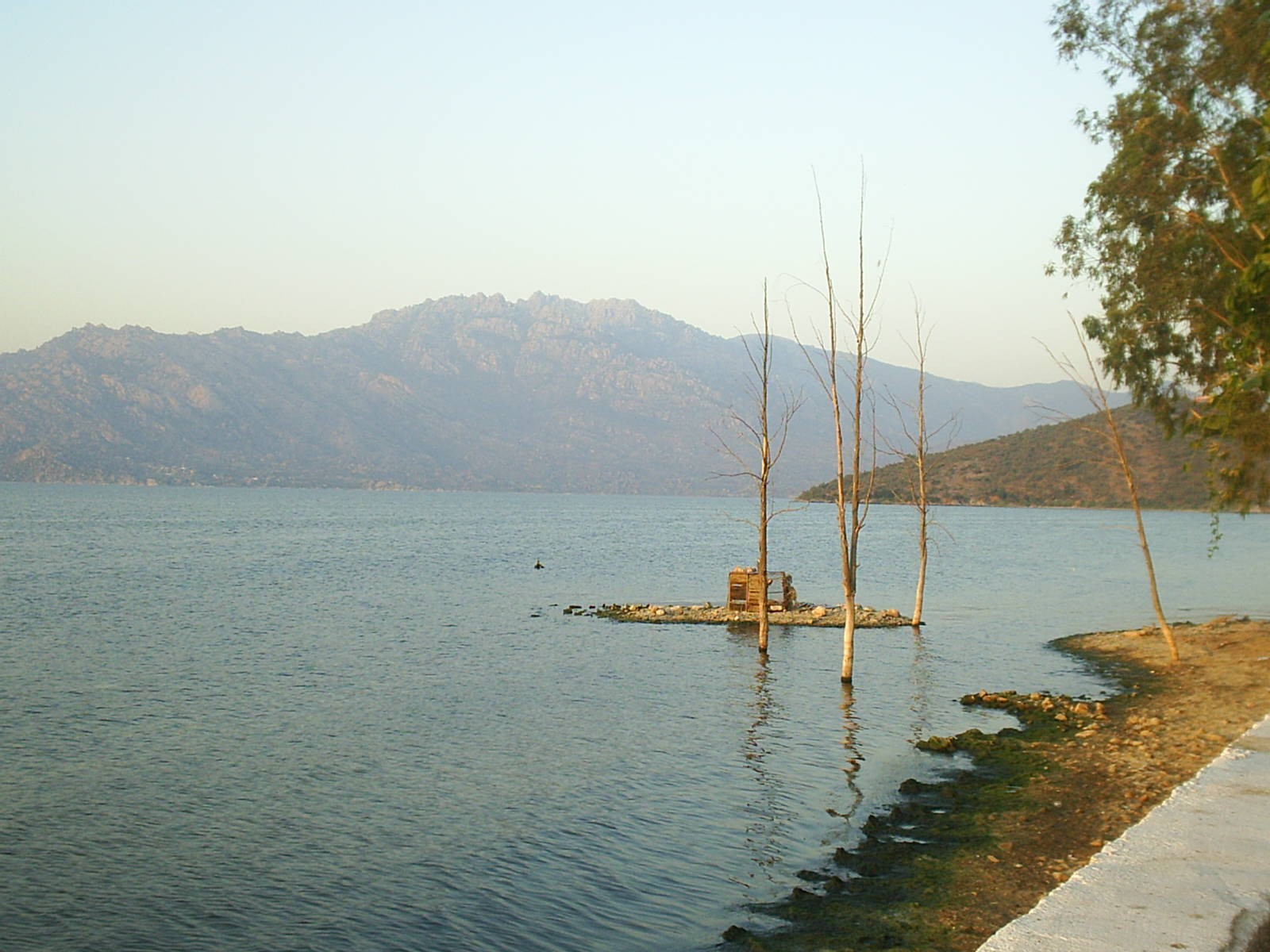
شواطئ بحيرة بافا تحت الجهة الغربية لجبل "بيش بارماك" (Beşparmak)، واسمه القديم: جبل لاتموس (Latmus).

### ضريح «هيكاتومنوس»
تم اكتشاف ضريح «هيكاتومنوس» (Hecatomnus) عام 2010م عندما أوقفت السلطات رجال يحفرون للبحث عن آثار بطريقة غير قانونية. تم اكتشاف تابوت من الرخام والعديد من اللوحات الجدارية في المقبرة، ويُعتقد أن العديد من الآثار قد تم نقلها بالفعل من المقبرة وبيعها في السوق السوداء. في وقت قريب تم التعرف على تاج ذهبي سُرق من المقبرة وتم الاتفاق على إعادته إلى تركيا.
يُعتبر القبر مهمًا جدًا لفهم الفن والحرفية الكارية حيث تم بناؤه من قبل أفضل المهندسين المعماريين والنحاتين، وقد بُنيَ قبل ضريح موسولوس الرائع في مدينة «هاليكارناسوس».

### جدران معبد زيوس
توجد حتى الآن الجدران المحيطة لأحد المعابد المُكرسة (Temenos) لعبادة أحد آلهة زيوس الذي ربما يكون «زيوس أوسوغوا» (Zeus Osogoa)، والتي بنيت في القرن الأول قبل الميلاد، فضلا عن وجود صف من أعمدة المعبد.

### معبدأوغسطس

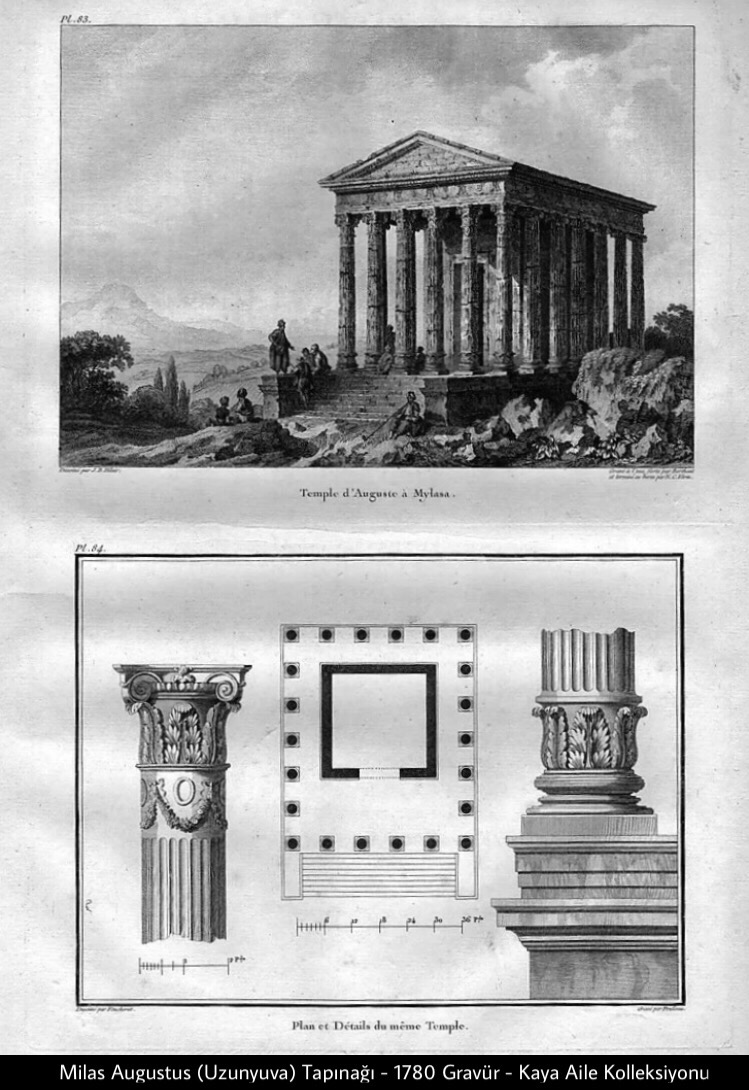
معبد أوغسطس (Uzunyuva).

ذكر الرحالة الإنجليزي ريتشارد بوكوك (بالإنجليزية: Richard Pococke)‏ (1704-1765م) من القرن الثامن عشر في كتابه «أسفار» (بالإنجليزية: Travels)‏ أنه رأى معبد أوغسطس هناك، ويُقال أن مواده استُخدمت جزئيا من قبل الأتراك لبناء مسجد.

### البوابة ذات البلطة

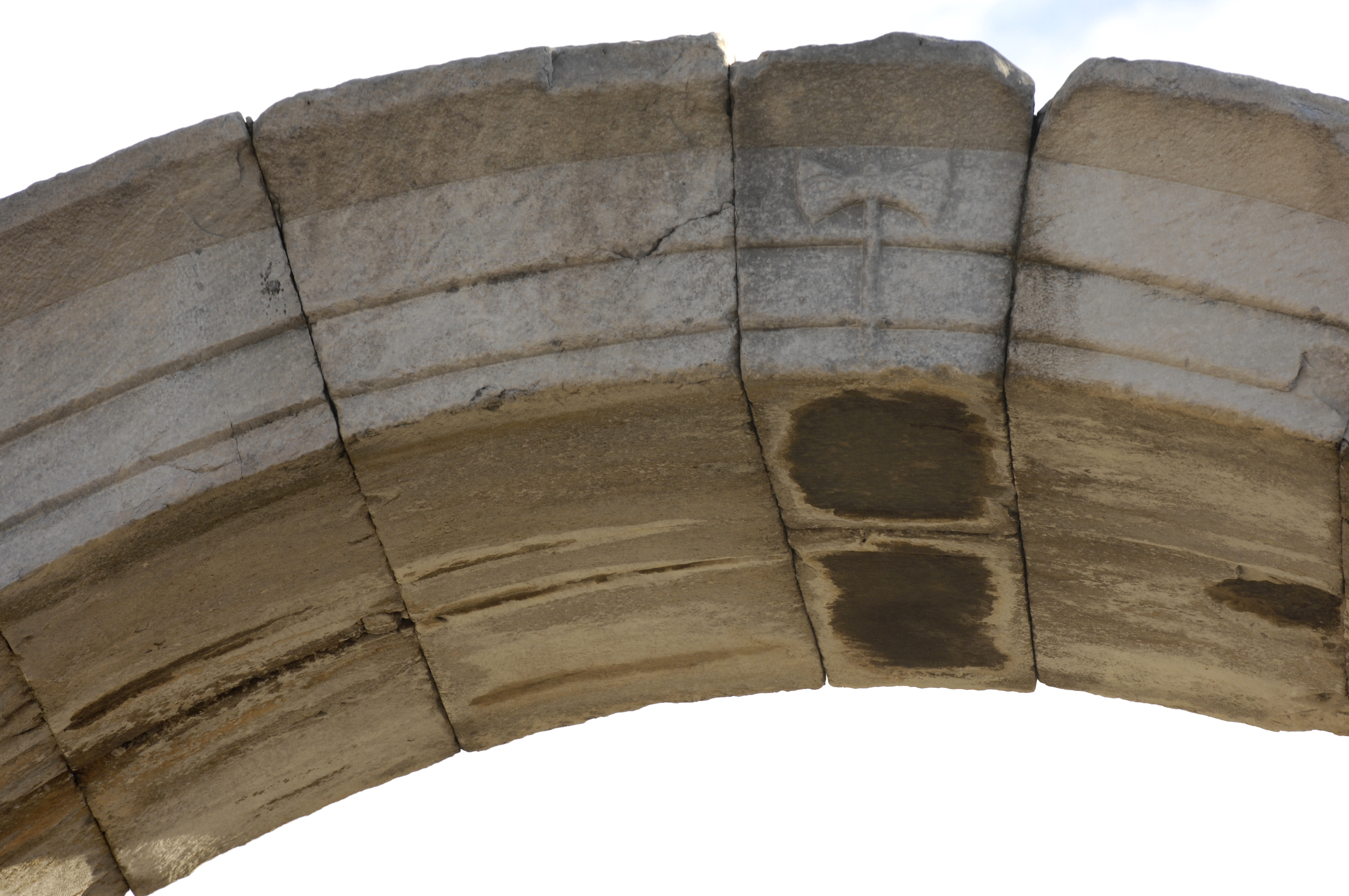
البوابة الرومانية الأثرية "ذات البلطة" (Baltalı Kapı)، ويُري في الصورة المُلتقطة "بلطة ذات رأسين" بحفر بارز أعلى القوس.

أحد الرموز القديمة للمدينة هو «البوابة ذات البلطة» (بالتركية: Baltalı kapı)‏، وهي بوابة رومانية محفوظة جيدًا يُطلق عليها هذا الاسم لوجود «فأس مزدوج الرأس» (labrys) محفور في حجر أعلى البوابة.

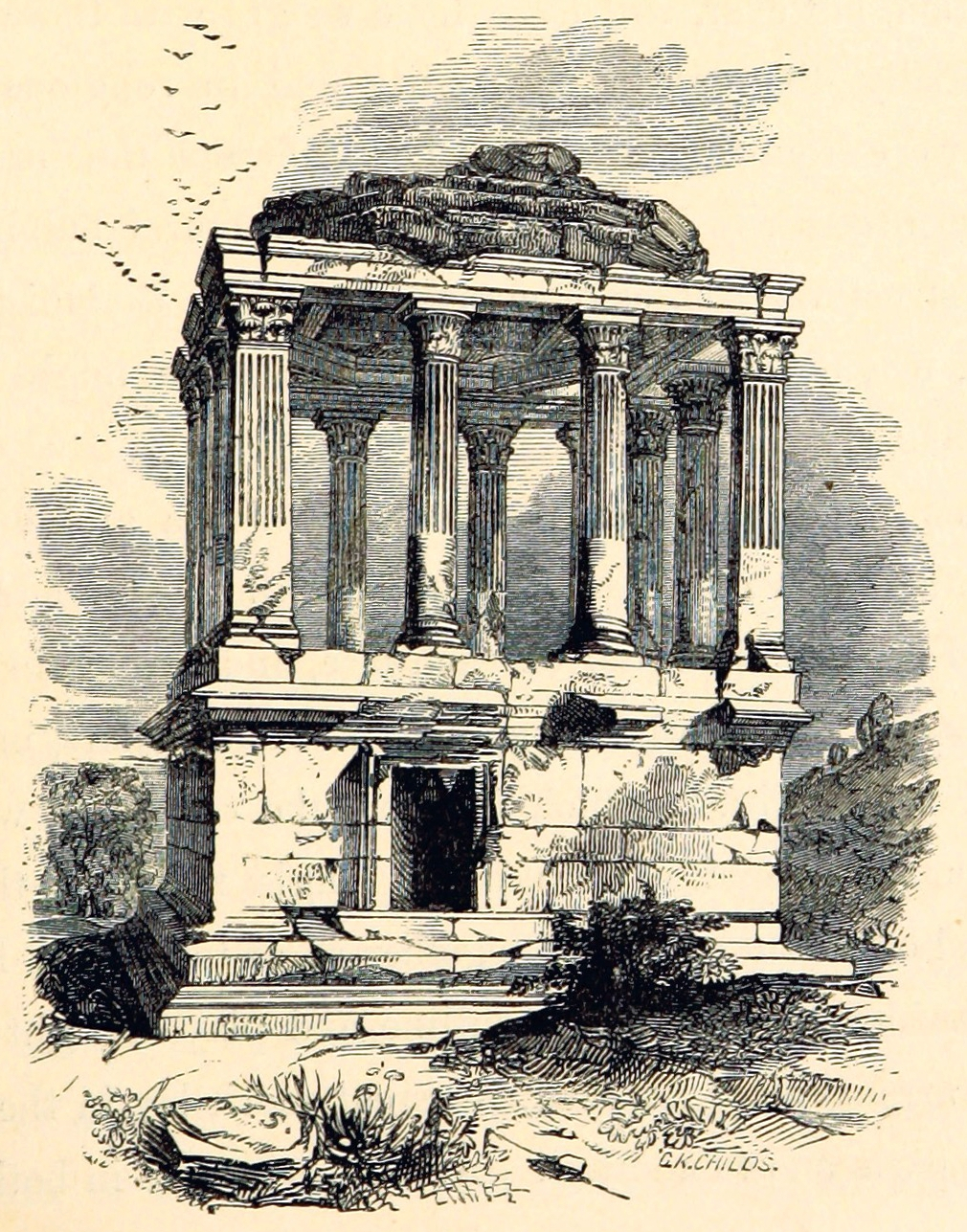
رسم لقبر "غوموش كيسين" (Gümüşkesen) عام 1866م

### مقبرة «غوموش كيسين»
توجد أيضًا مقبرة رومانية ضخمة من طابقين يعود تاريخها إلى القرن الثاني الميلادي، تُسمَّى: «غوموش كيسين» "Gümüşkesen" ومعناها «قاطع الفضة»، وقد أُطلق هذا الاسم على حيّ كامل في ميلاس.
يُشار إلى هذه المقبرة باسم «ديستيغا» (Dystega) في بعض المصادر القديمة.
هذه المقبرة هي على الأرجح نسخة مبسطة من قبر موسولوس الشهير في هاليكارناسوس.

### المباني التركية والعثمانية
هناك عدد من المباني التاريخية التركية في ميلاس التي يعود تاريخها إلى كل من إمارة «بنو منتشا» وإلى الدولة العثماني.
هناك عدد من المنازل القديمة التي بُنيت في القرن التاسع عشر أو أوائل القرن العشرين والتي تم الحفاظ عليها في مظهرها الأصلي.

### مساجد ميلاس التركية والعثمانية
من بين أهم ثلاثة مساجد في ميلاس:
1. مسجد أورهان بك الذي يرجع تاريخه إلى عام 1330م عندما كانت ميلاس عاصمة الإمارة التركية «لبني منتشا».
2. المسجد الكبير الذي يرجع تاريخه إلى عام 1378م، والذي بناه أمراء إمارة «بني منتشا» الأتراك.
3. مسجد فيروز بك الأكثر فخامة والذي بُني بعد فترة قصيرة من ضم ميلاس إلى الإمبراطورية العثمانية، وهو يحمل اسم أول والي عثماني للمدينة.

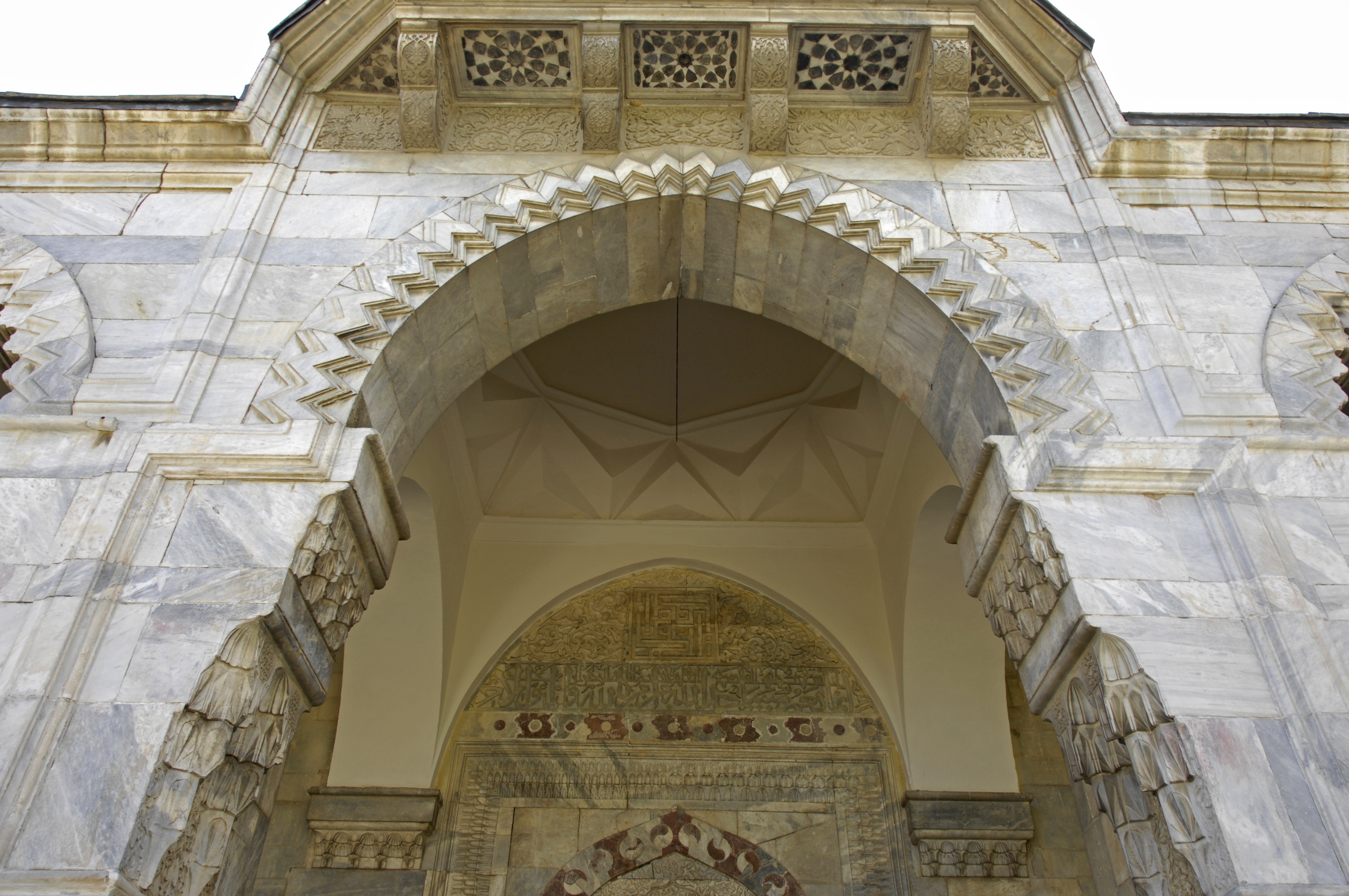
المدخل الرئيسي لجامع "فيروز باشا" بميلاس، بناه العثمانيون عام 1394م.

### سجاد ميلاس

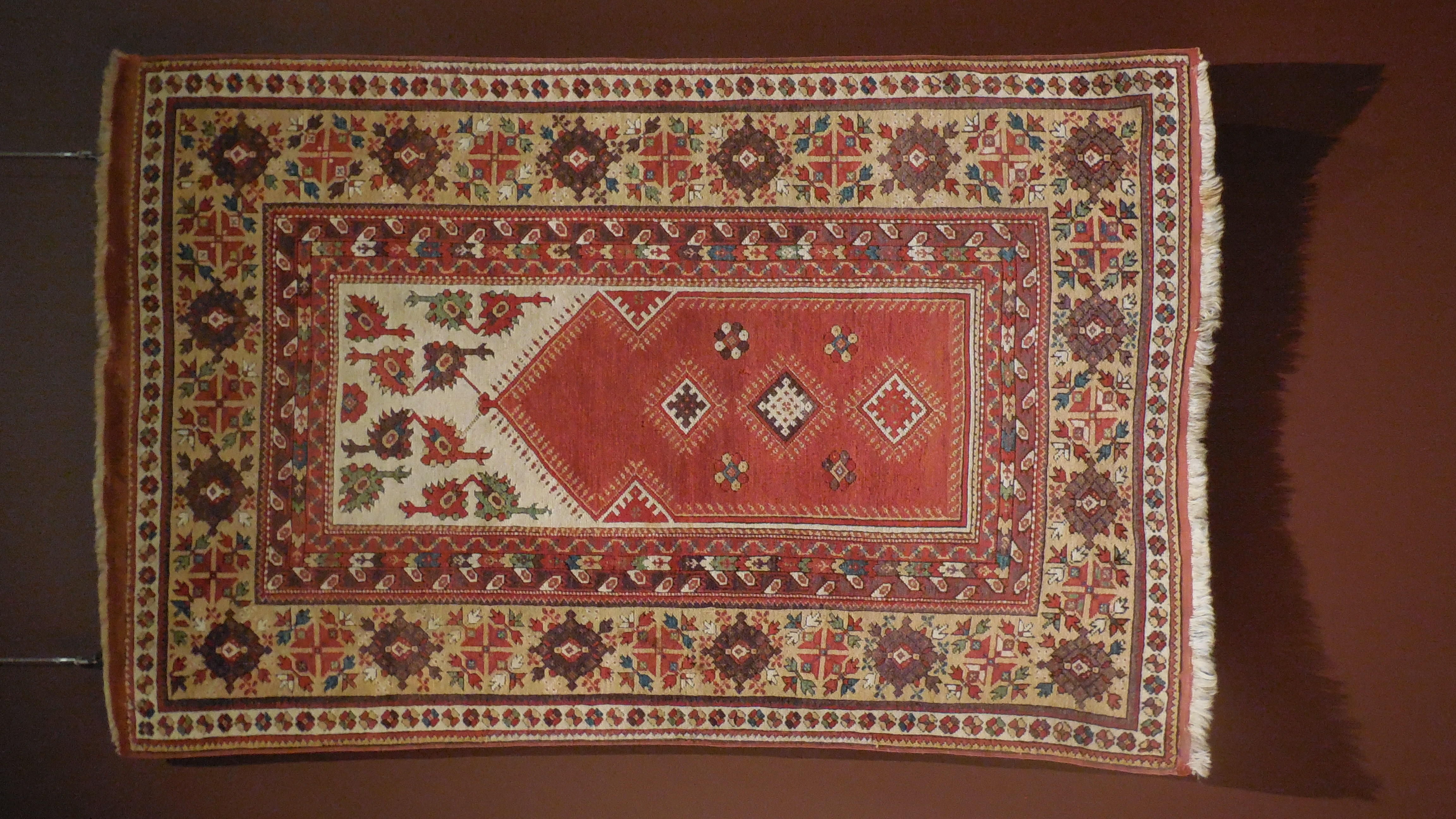
سجاد ميلاس من القرن 19.

سجاد ميلاس المنسوج من الصوف مشهور عالميًا منذ قرون ويحمل ميزات نموذجية خاصة. في عصرنا الحالي لم يعد ذلك السجاد يُنتج في مدينة ميلاس، ولكن في عشرات القرى المحيطة حول ميلاس.
في مديرية ميلاس الحالية هناك ما يصل إلى 7000 من النساجين يعملون على الأنوال إما بدوام كامل أو على فترات بحسب كميات الطلب على ذلك السجاد الذي لا يزال الطلب عليه حيويًا للغاية في تركيا وخارجها.

### قلعة «بيتشين»
تقع قلعة «بيتشين» (Beçin) عاصمة أمراء بنو منتشا في بلدة «بيتشين» التابعة لمديرية ميلاس، على مسافة 5 كيلومترات من مدينة ميلاس.
تم ترميم القلعة عام 1974م، ويضم المجمع مسجدين، مدرستين، حمام، بقايا كنيسة بيزنطية بالإضافة إلى آثار من فترات سابقة.
مدينة «لابراندا» (Labranda) التي كانت مركز العبادة القديم لإقليم كاريا مازالت موجودة وتقع على مسافة 14 كم من مركز ميلاس. تقع مدينة «لابراندا» على سفح تل شديد الانحدار وتحيط بها غابات الصنوبر، واسم المدينة مستمد من كلمة "labrys" التي تعني: «الفأس مزدوج الرأس».
قام فريق سويدي في أوائل القرن العشرين بالتنقيب عن الآثار، واكتشفوا معبداً وقاعات ولائم ومقابر.

### الطبيعة
المناظر الطبيعية والإطلالات على الوادي تجذب اهتمام عدد قليل من الزوار المغامرين الذين يهوون رياضة التسلق.  
من معالم الجذب الطبيعية في ميلاس:
- «وادي غوتشيلير» (Gökçeler Canyon).
- و «كهف إنجيرليين» (İncirliin Cave) الموجود داخل الوادي.

### صور من مقتنيات متحف ميلاس

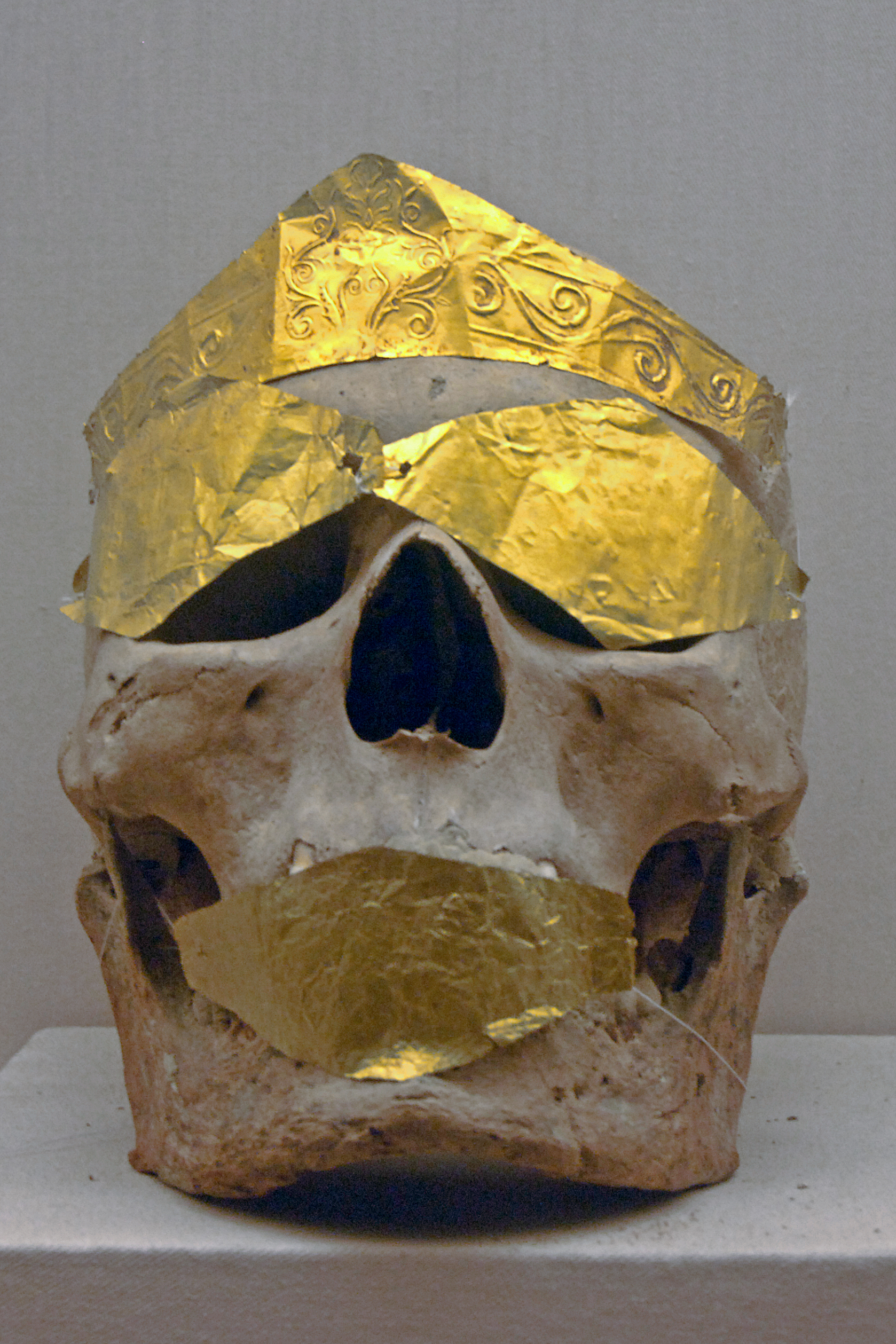
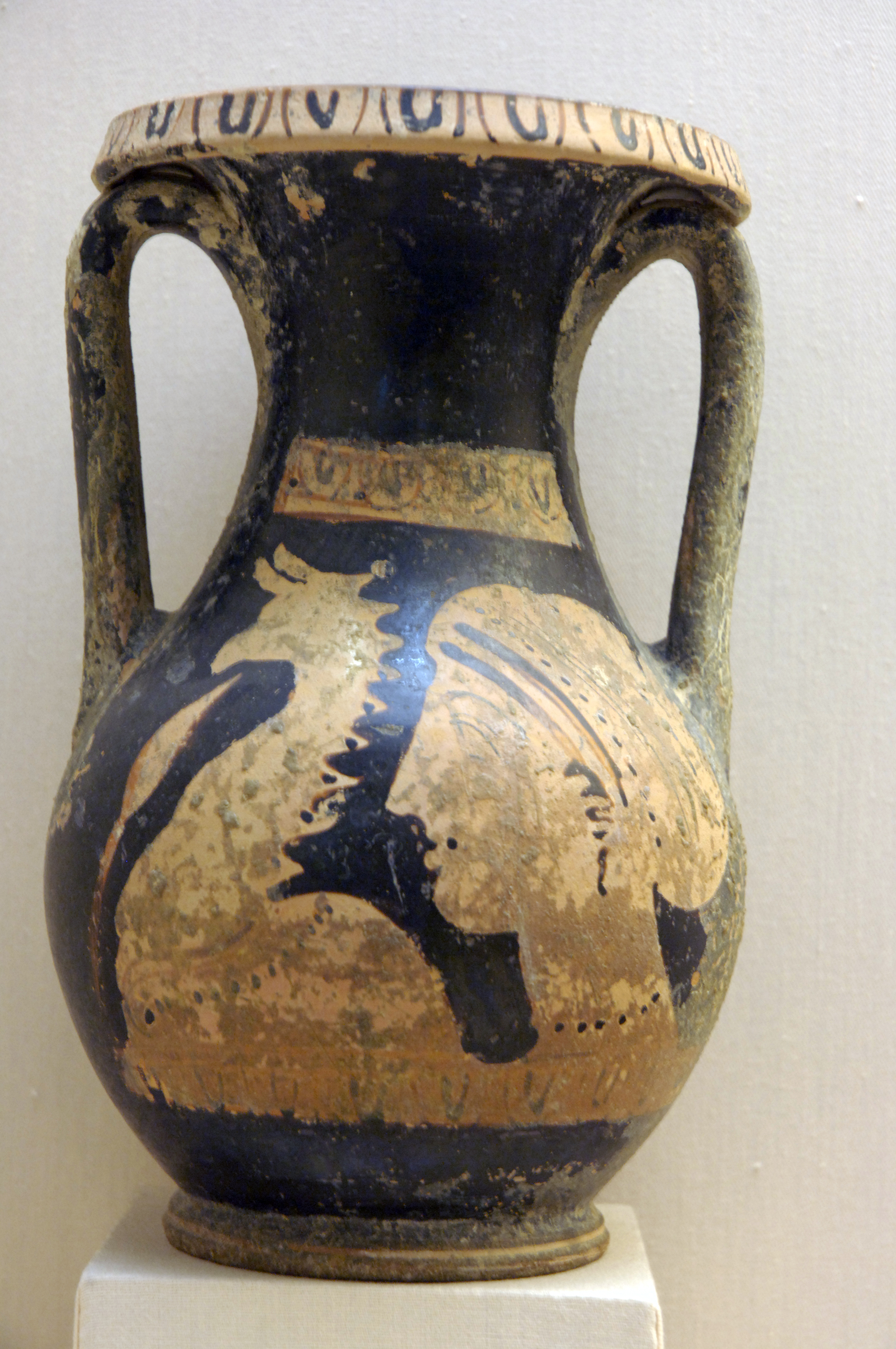
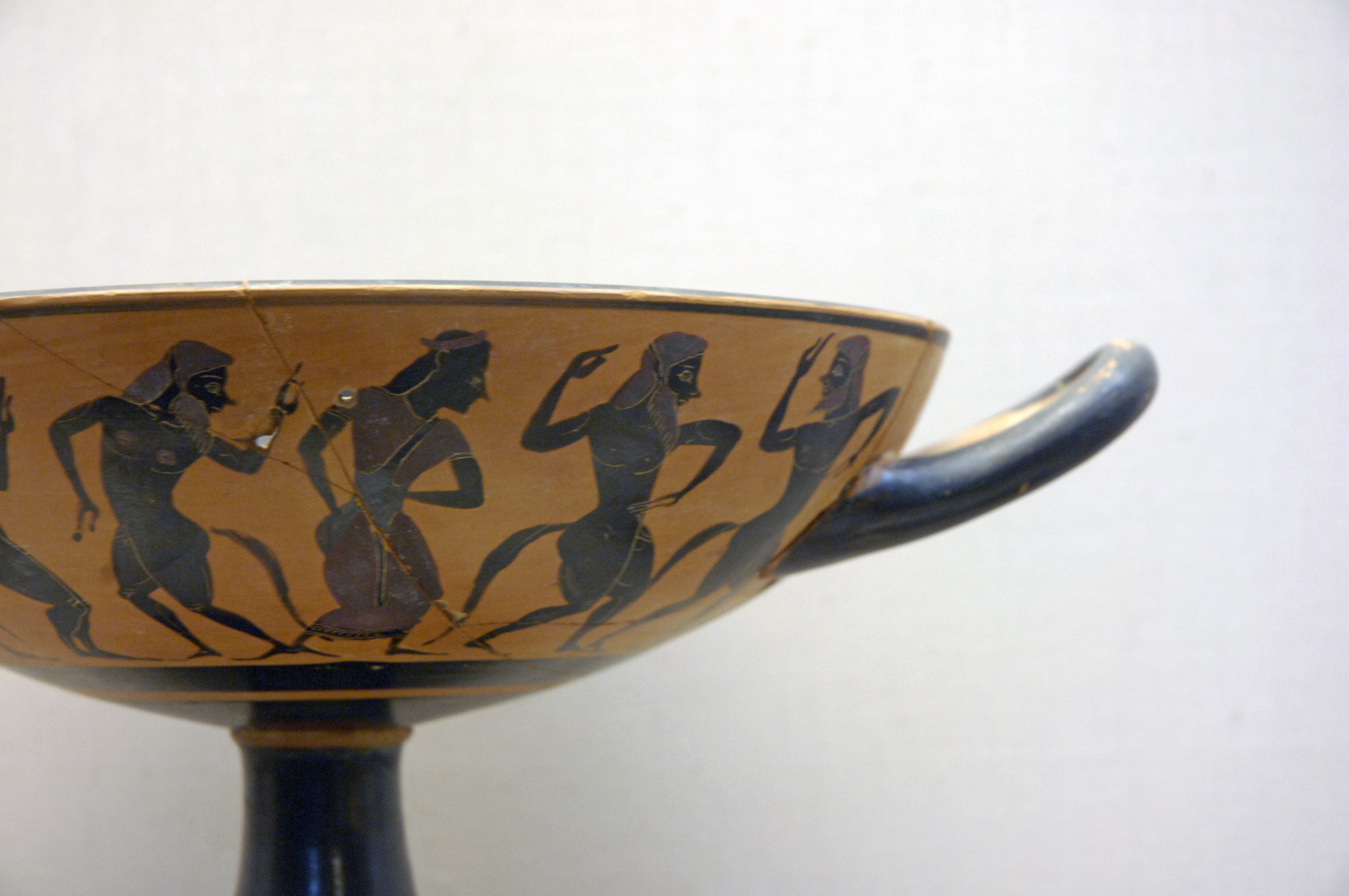
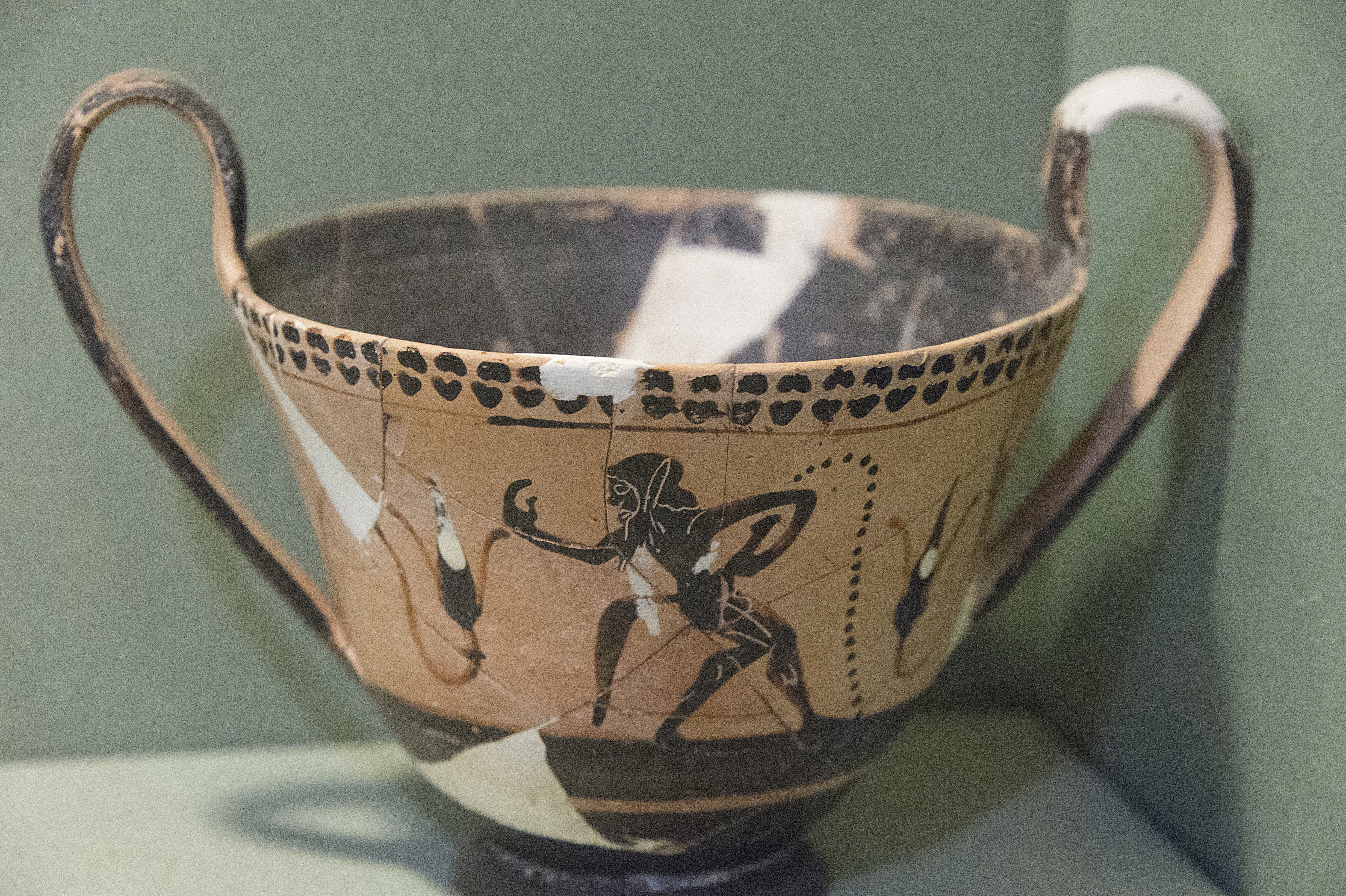
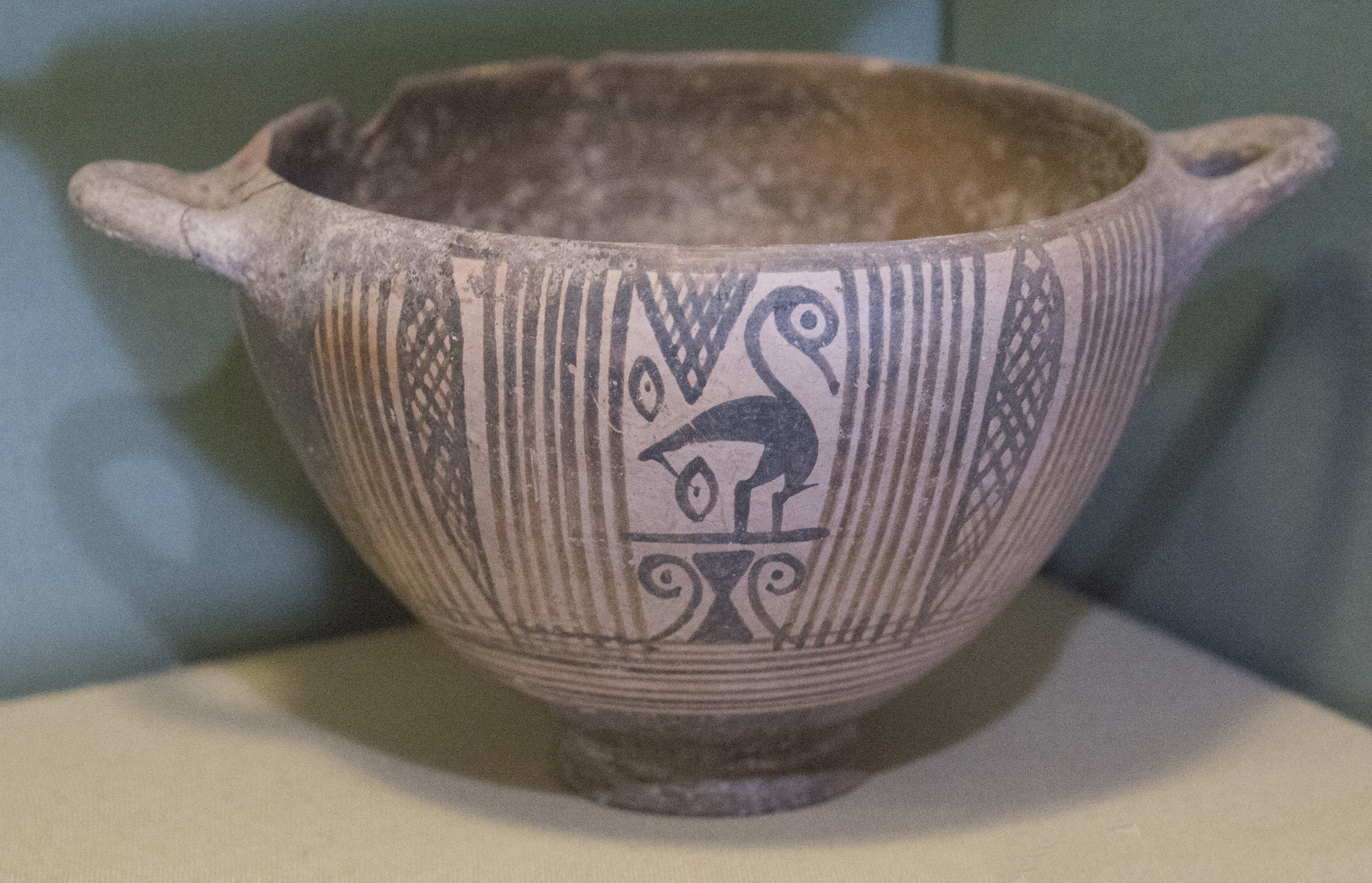
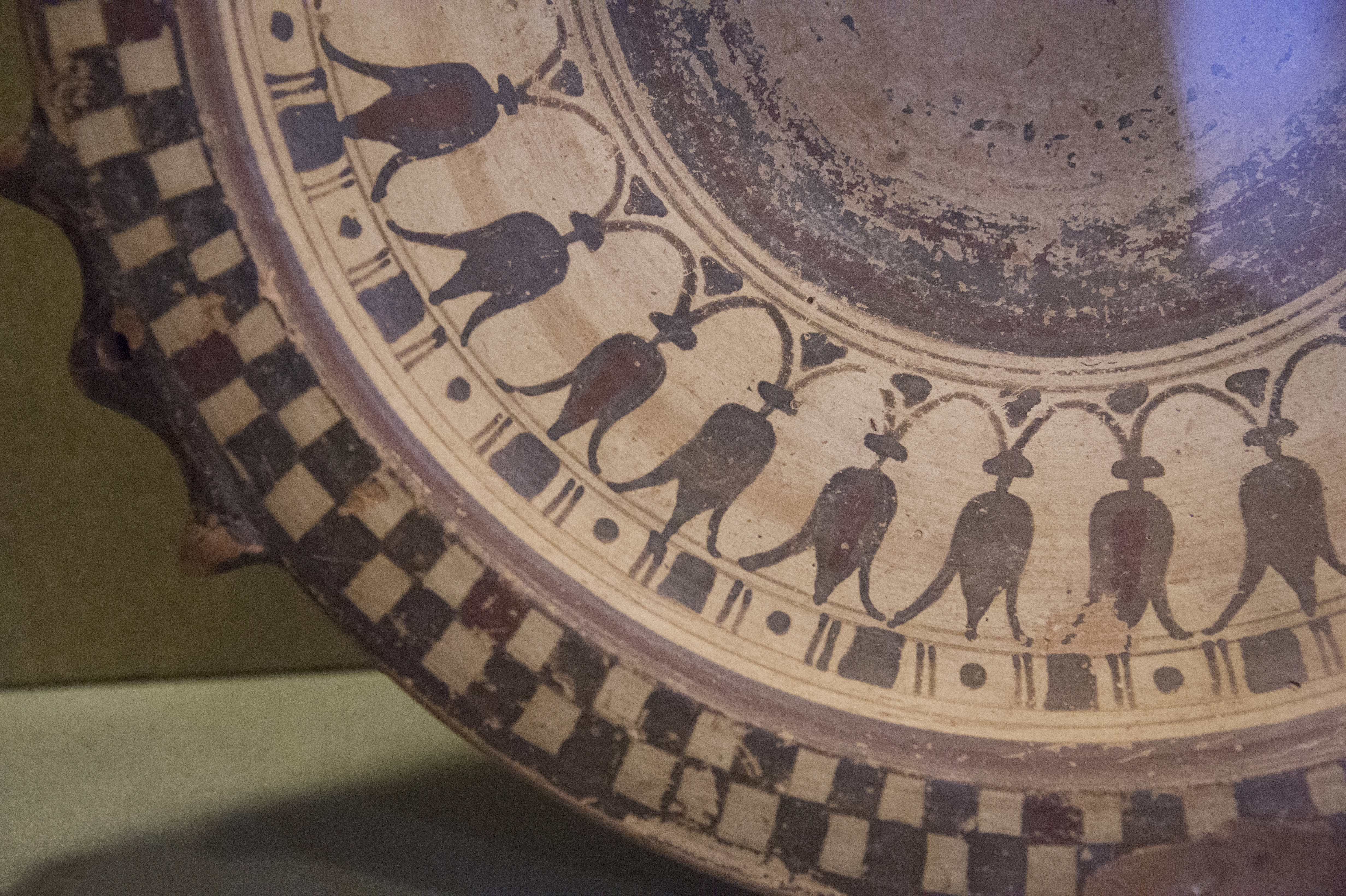
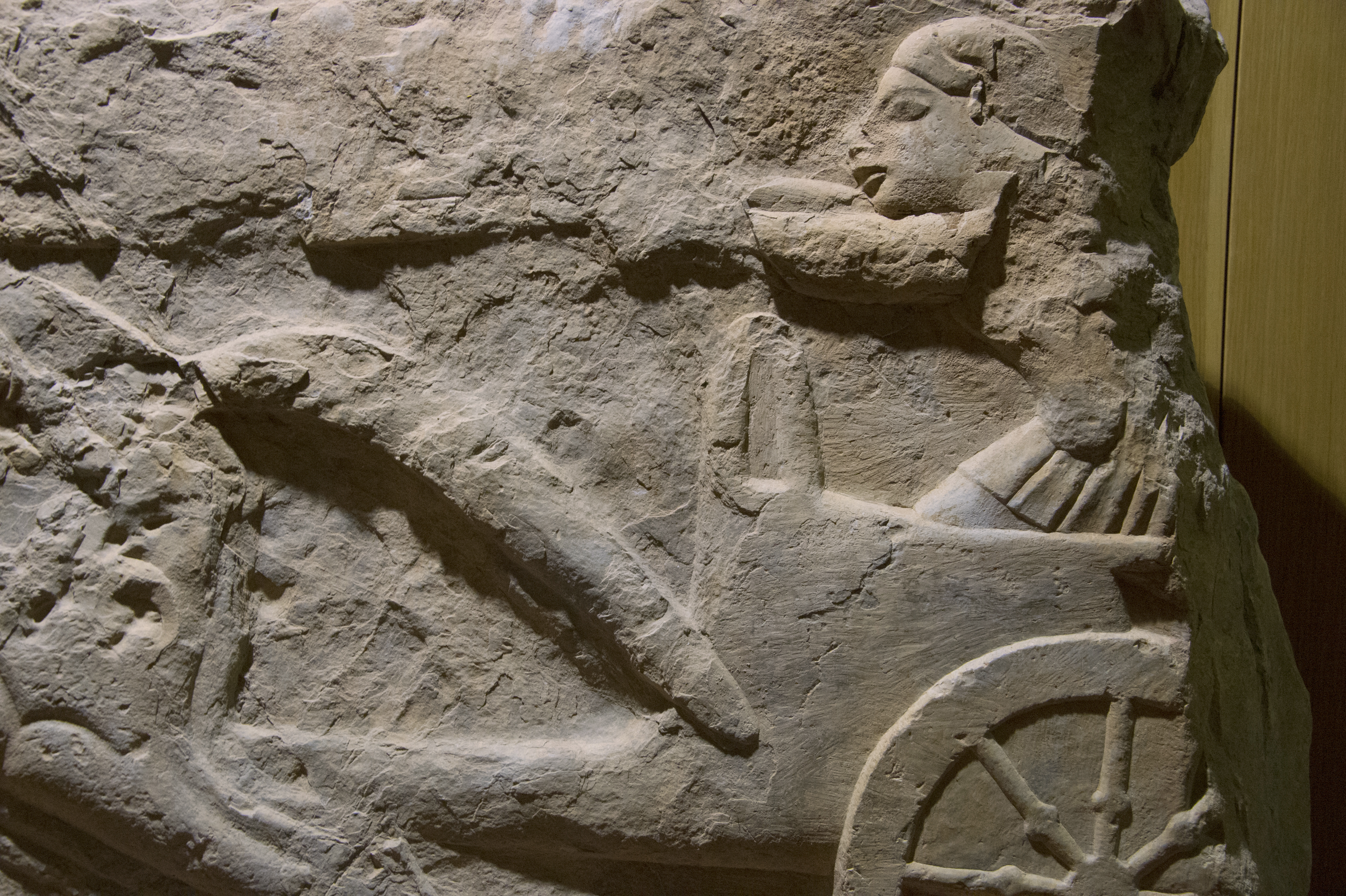
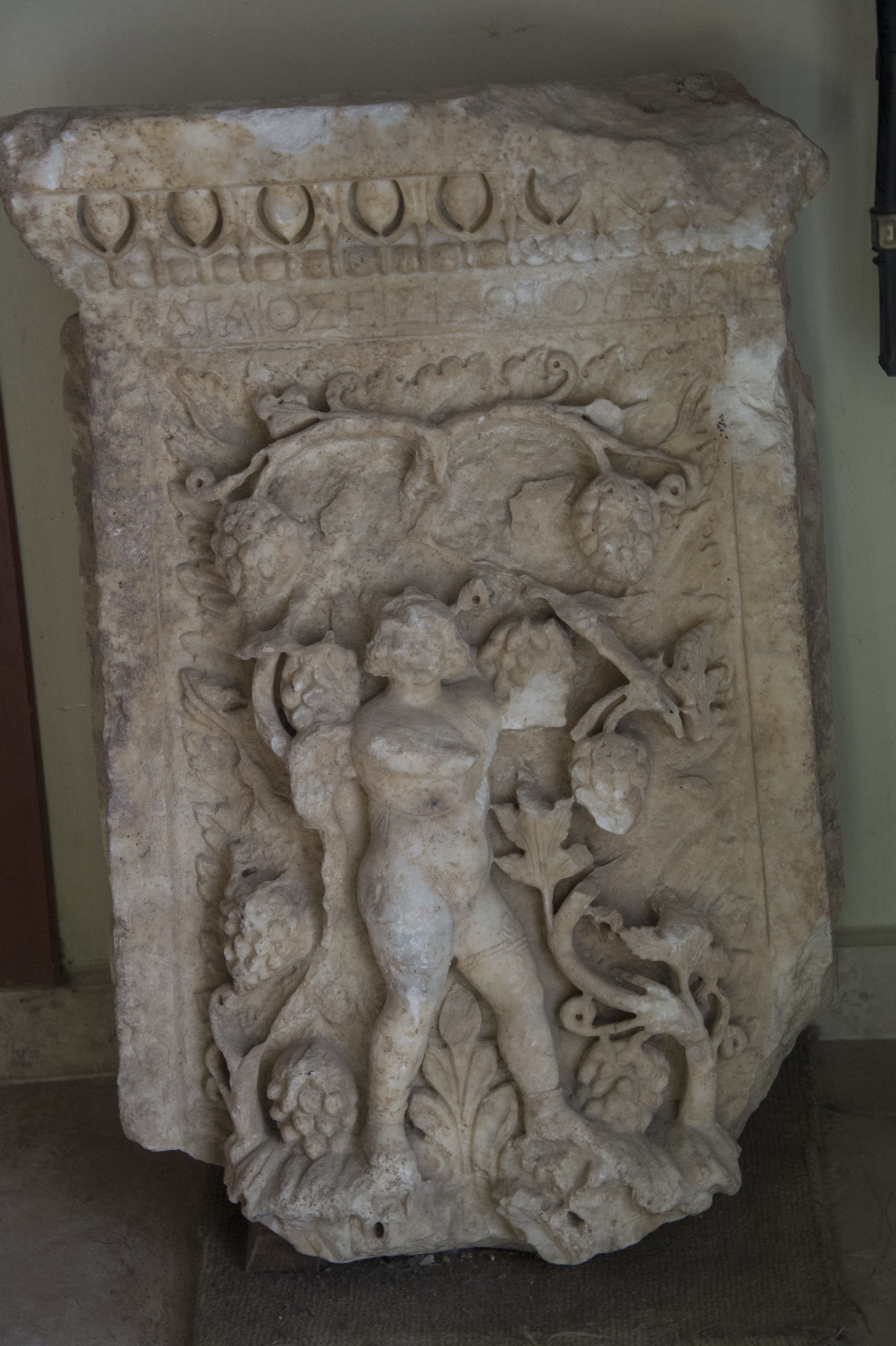
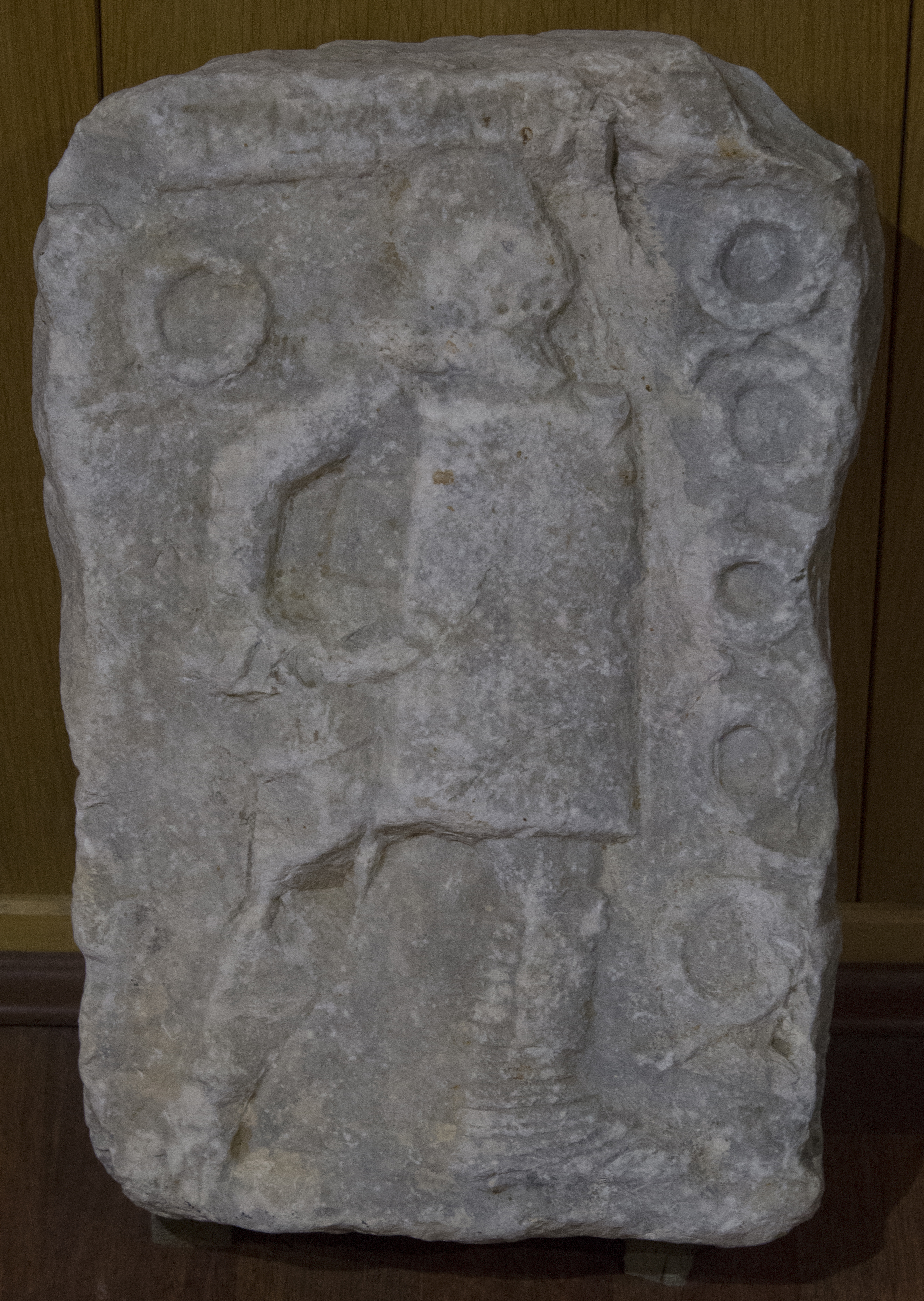

## شخصيات بارزة من ميلاس
- هيكاتومنوس (Hecatomnus) مؤسس سلالة الهيكاتومنيين (Hecatomnid).
- موسولوس (Mausolus)، مرزبان الإمبراطورية الفارسية، والحاكم الفعلي لكاريا بين 377-352 قبل الميلاد، وهو باني ضريح هاليكارناسوس الشهير.
- الحاخام ألبرت جان أماتو: زعيم الجالية اليهودية السفارديمية والناشط الاجتماعي.
- تورهان سلجوق: رسام كارتون تركي، ومبدع الشخصية الخيالية «عبد الجنباز Abdülcanbaz» والمسلسلات الهزلية.

## معرض الصور

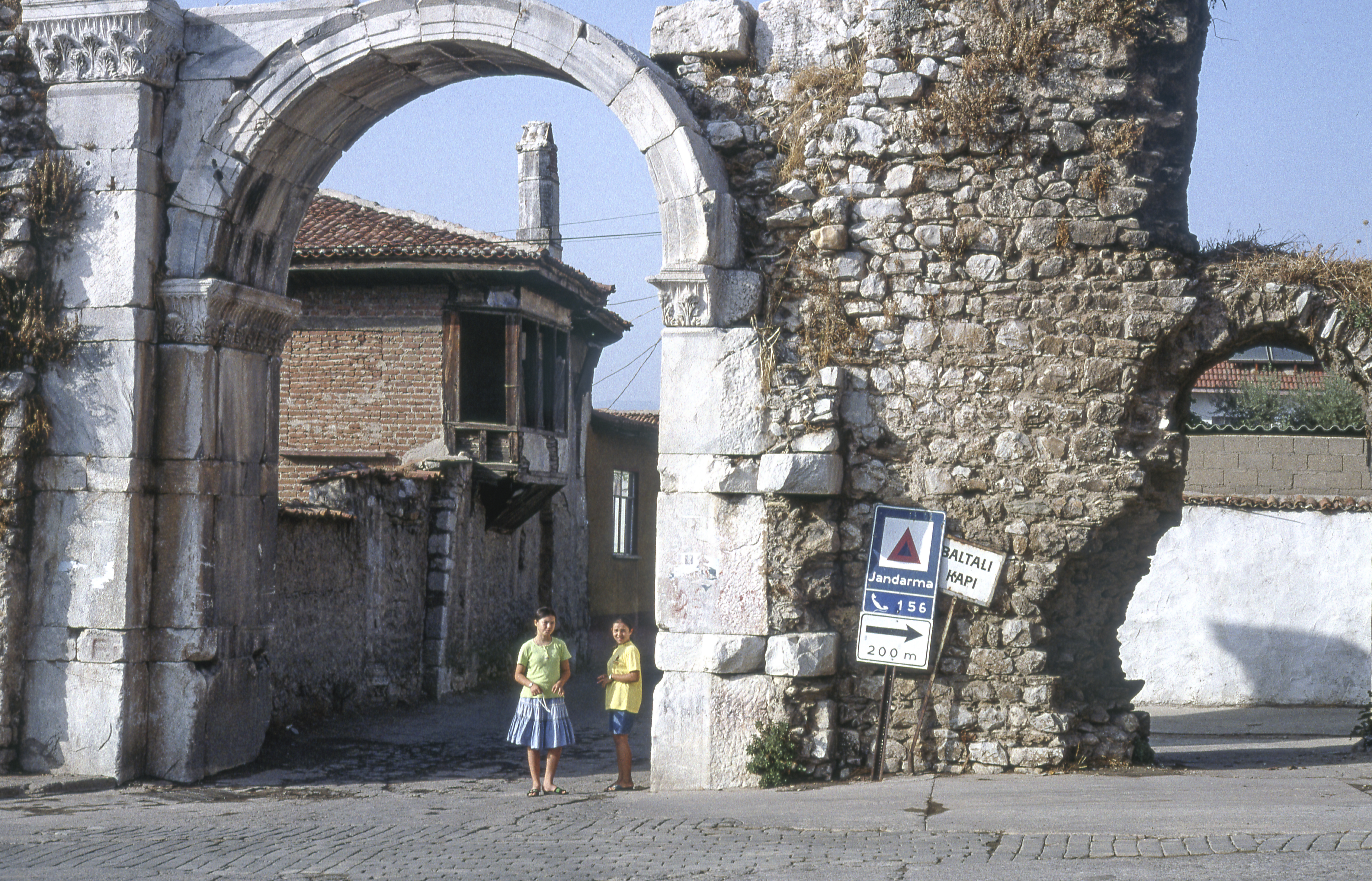
البوابة الرومانية الأثرية "ذات البلطة" (Baltalı Kapı)، الجهة الشرقية.
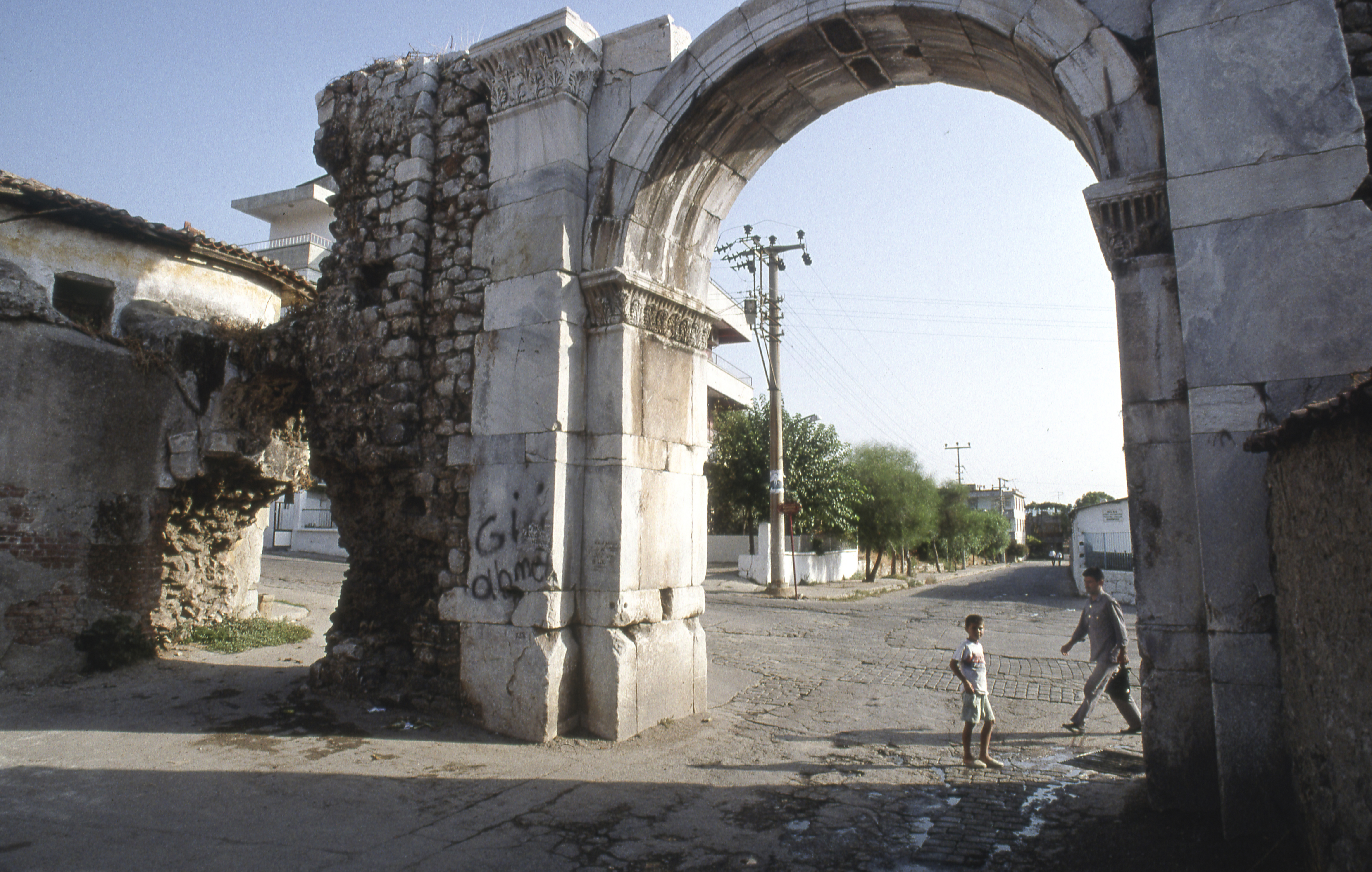
البوابة الرومانية الأثرية "ذات البلطة" (Baltalı Kapı)، الجهة الغربية.
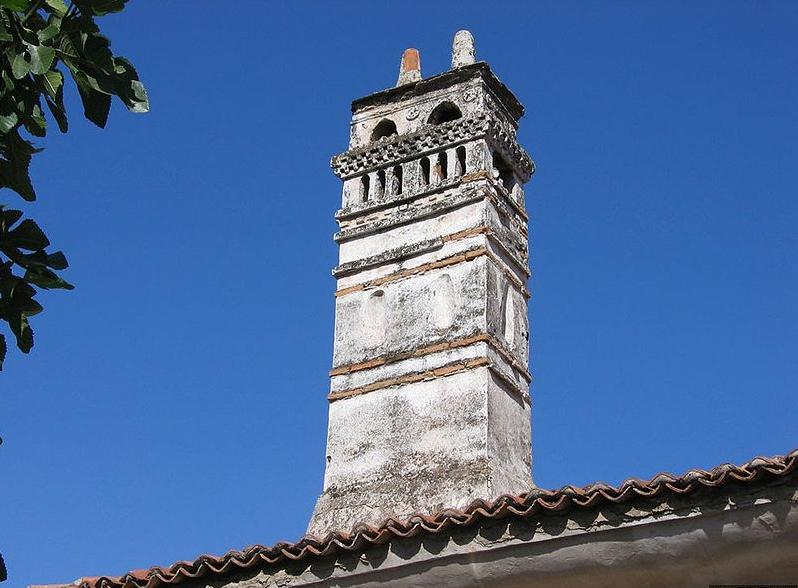
مداخن نموذجية من النمط المحلي.
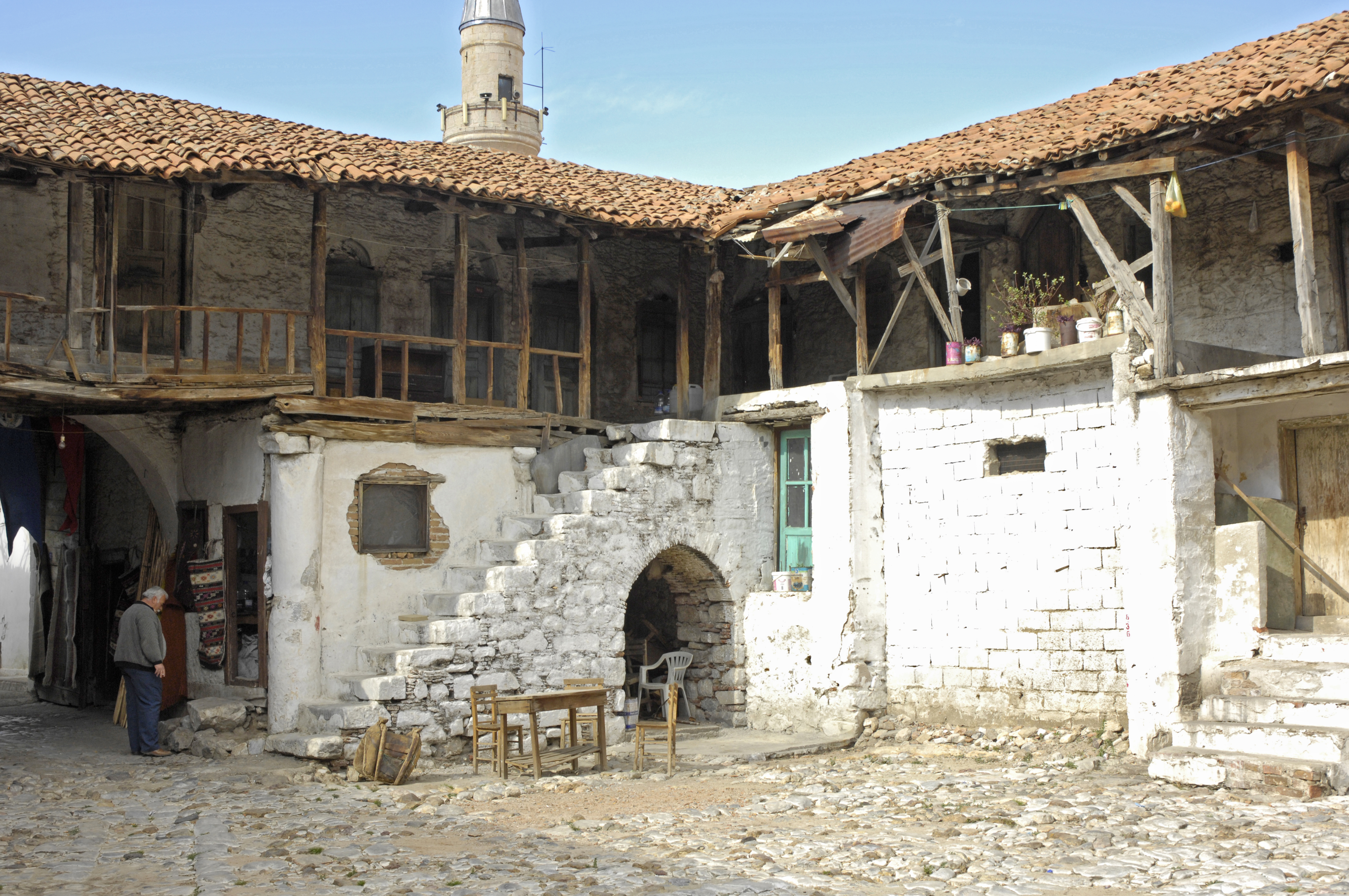
خان "تشوللُّو أوغلو" (Çöllüoğlu Hanı) في ميلاس.
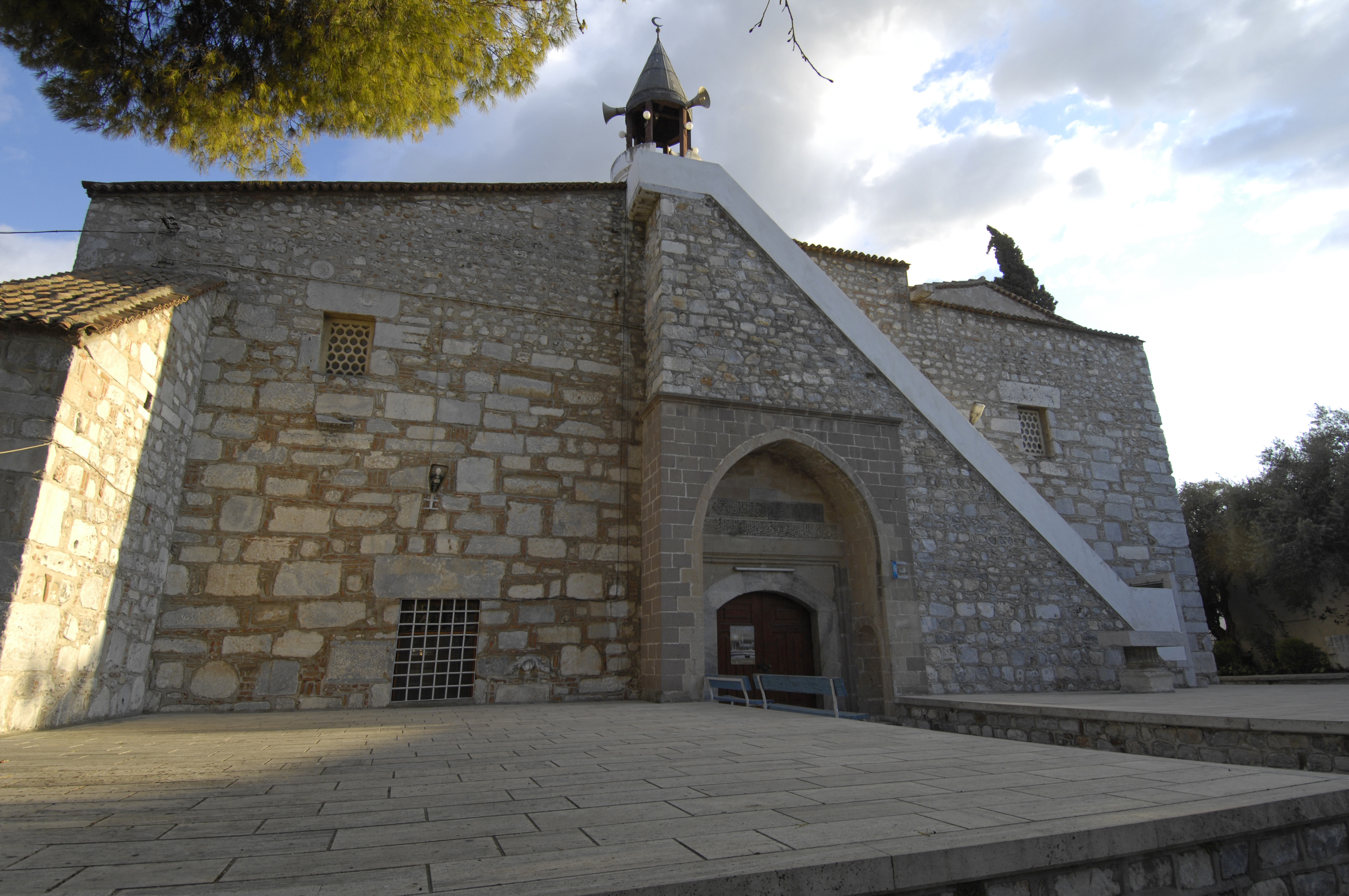
جامع "أولو" (Ulu Camii) في "ميلاس ".
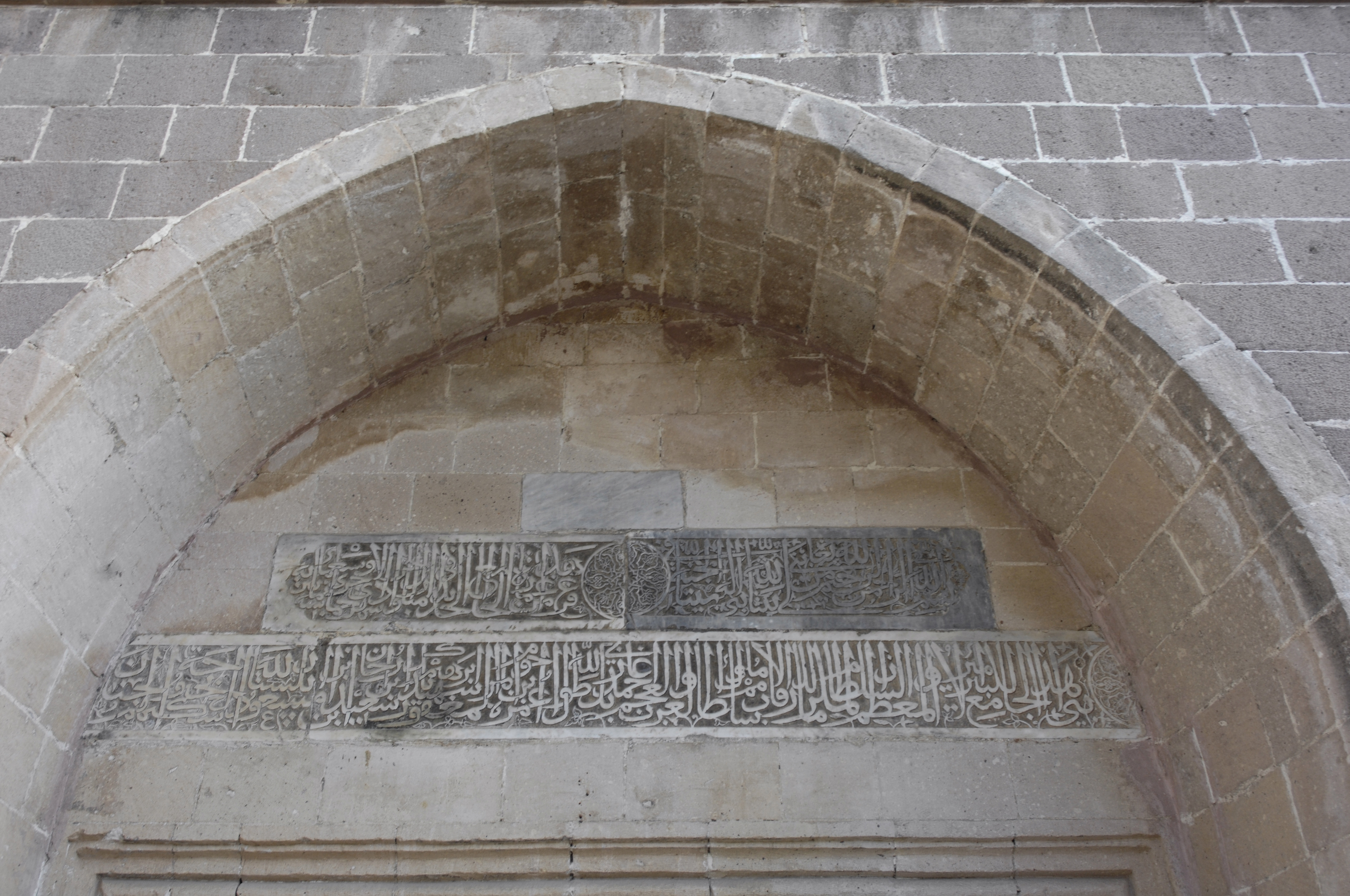
كتابة أعلى مدخل جامع "أولو" (Ulu Camii) في "ميلاس ".
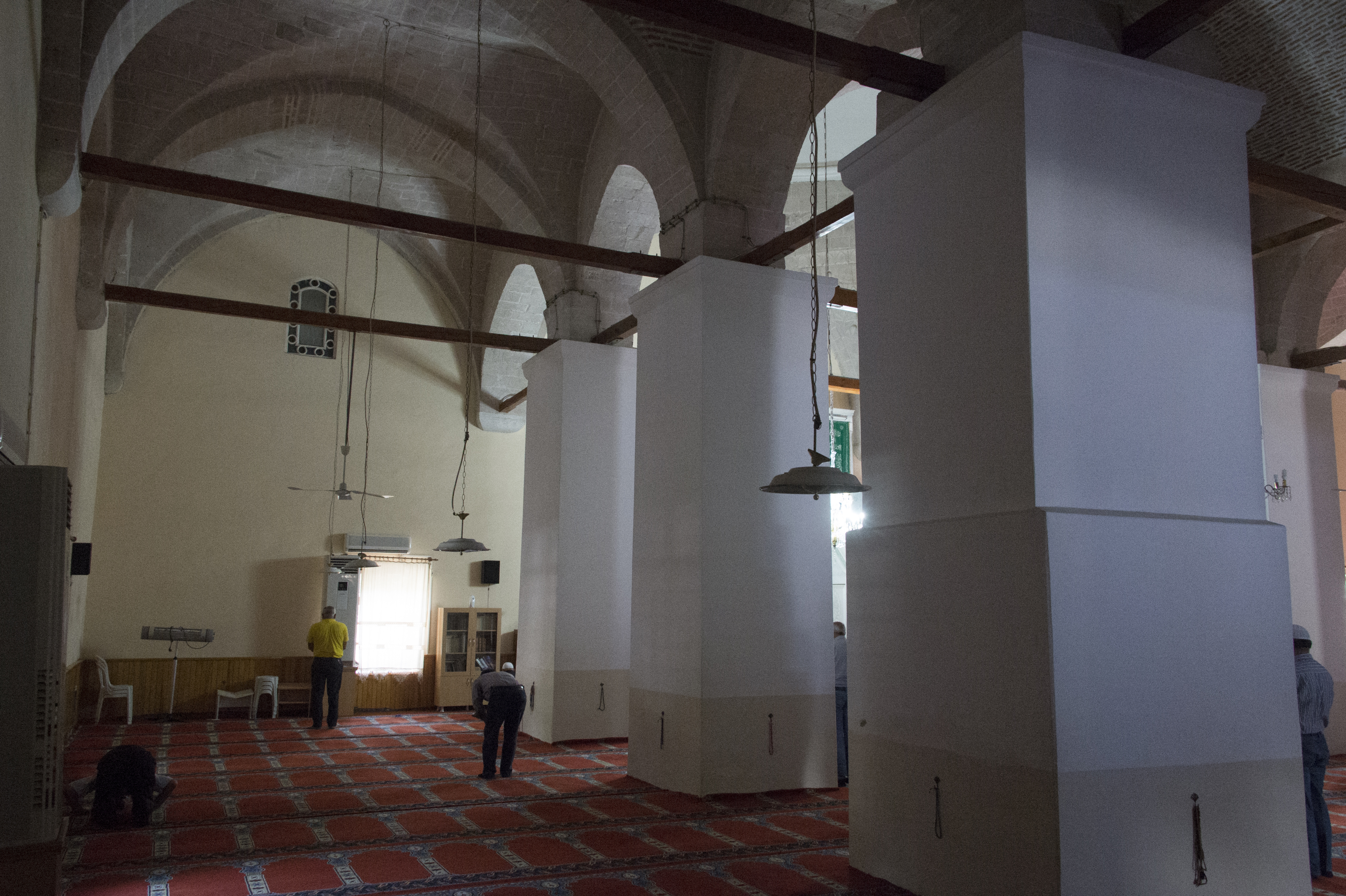
جامع "أولو" (Ulu Camii) في "ميلاس "، نظرة من الداخل.
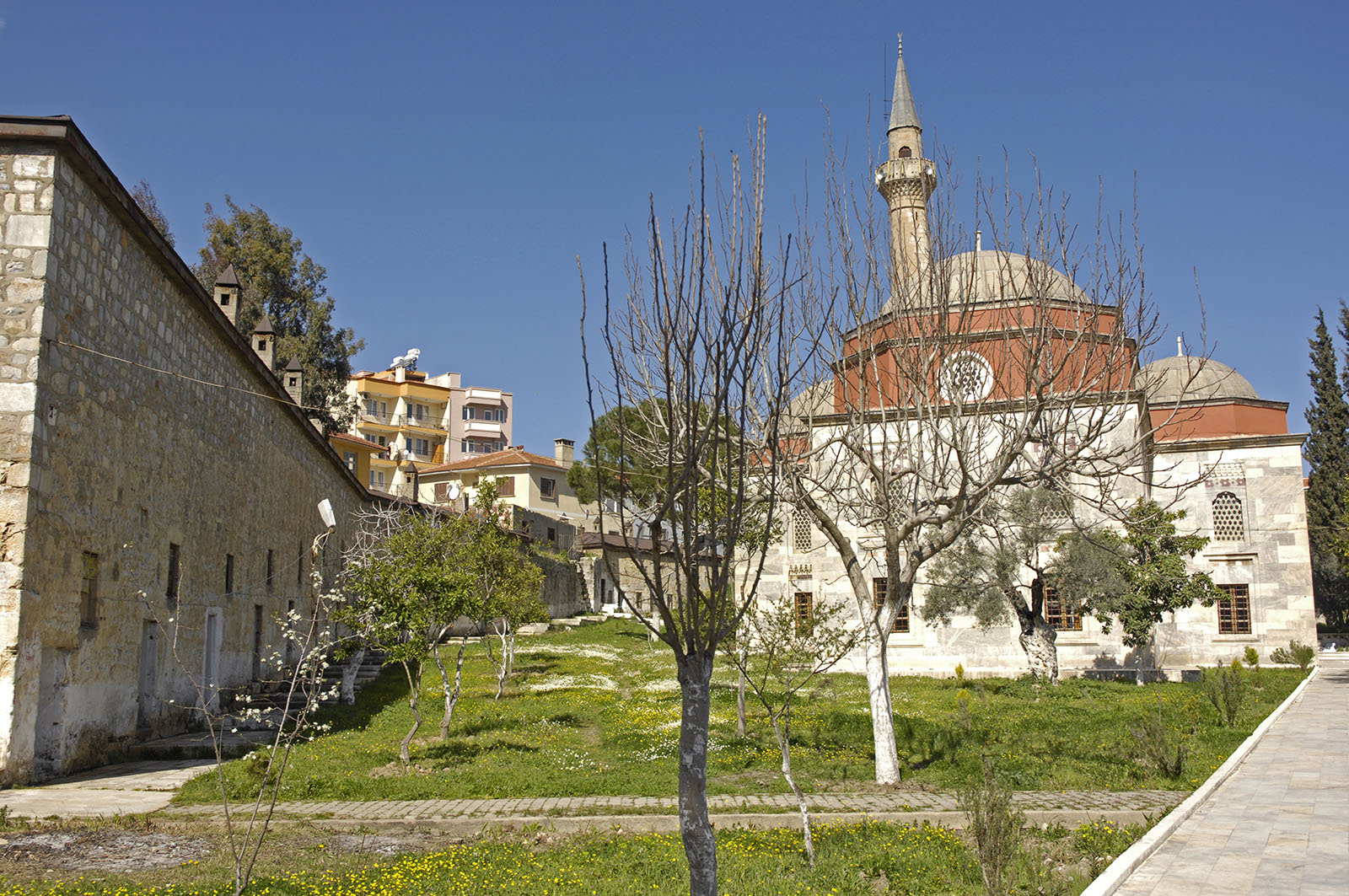
جامع "فيروز باشا" (Firuz Paşa) في "ميلاس "، لقطة من الحديقة.
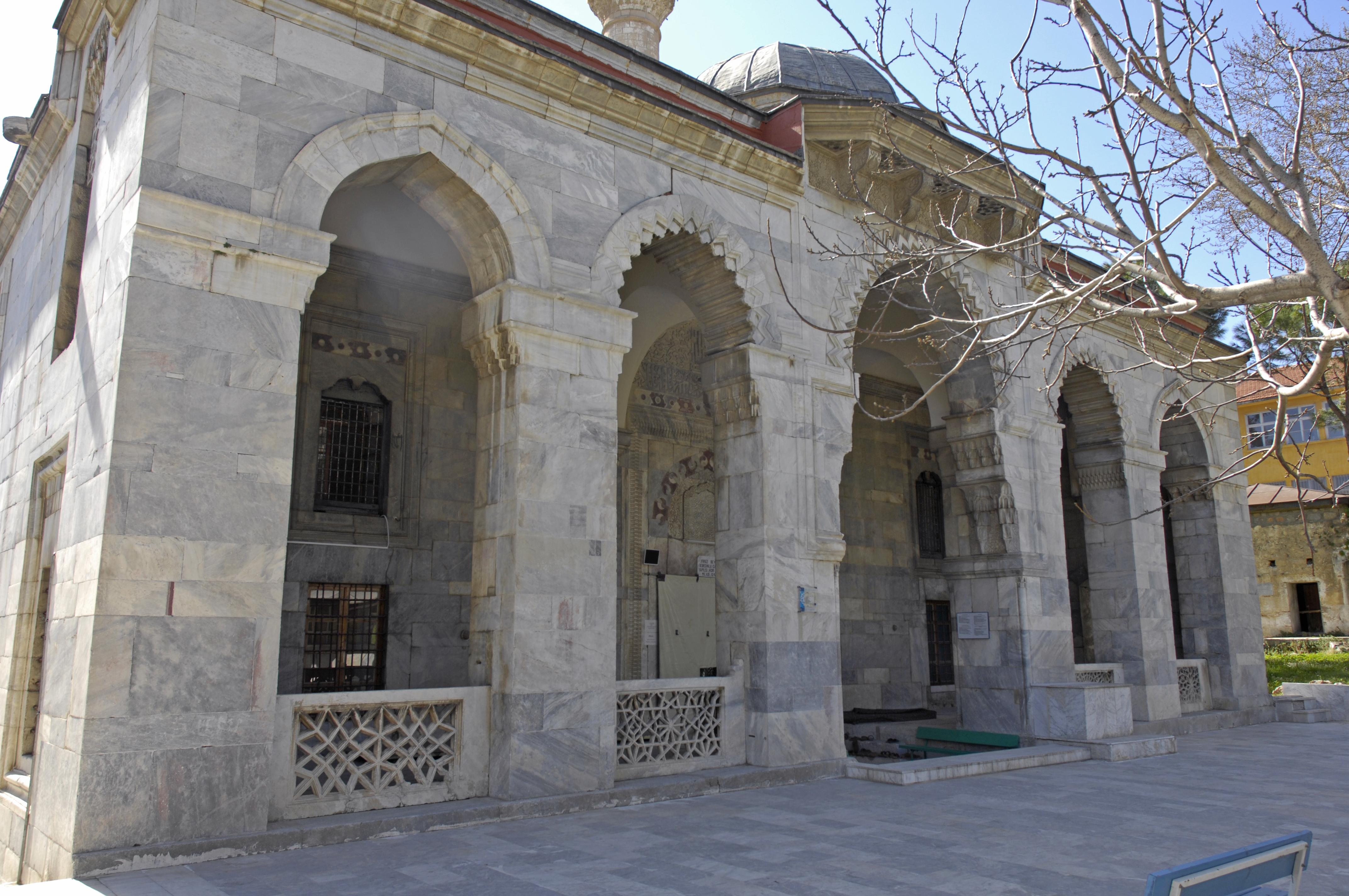
واجهة جامع "فيروز باشا" (Firuz Paşa) في "ميلاس ".
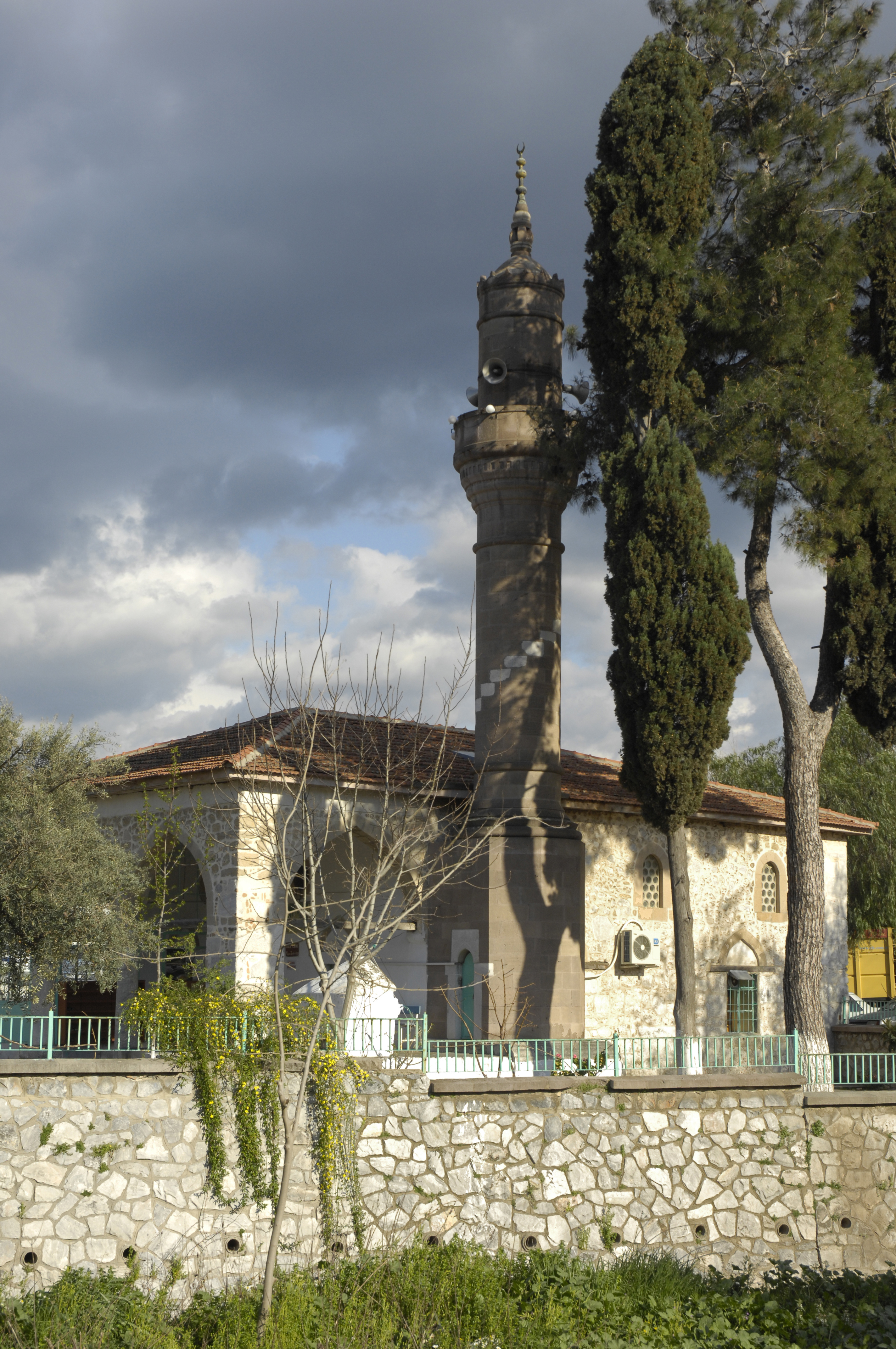
جامع "أغا" (Aga ) في "ميلاس "، بناه عام 1737/1738م "عبد العزيز أغا خان" الذي بني الخان الموجود بجواره.
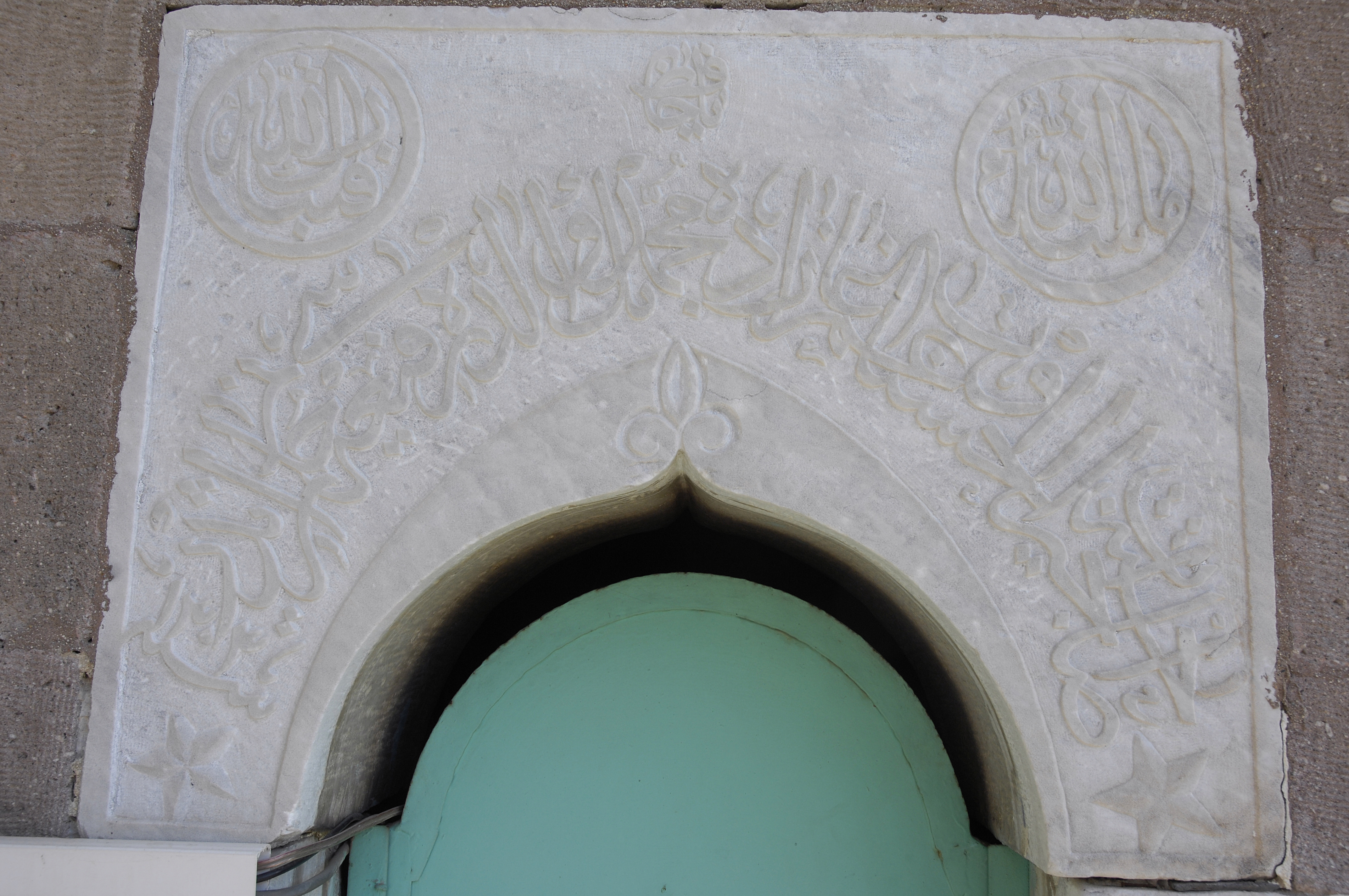
جامع "أغا" (Aga ) في "ميلاس ".
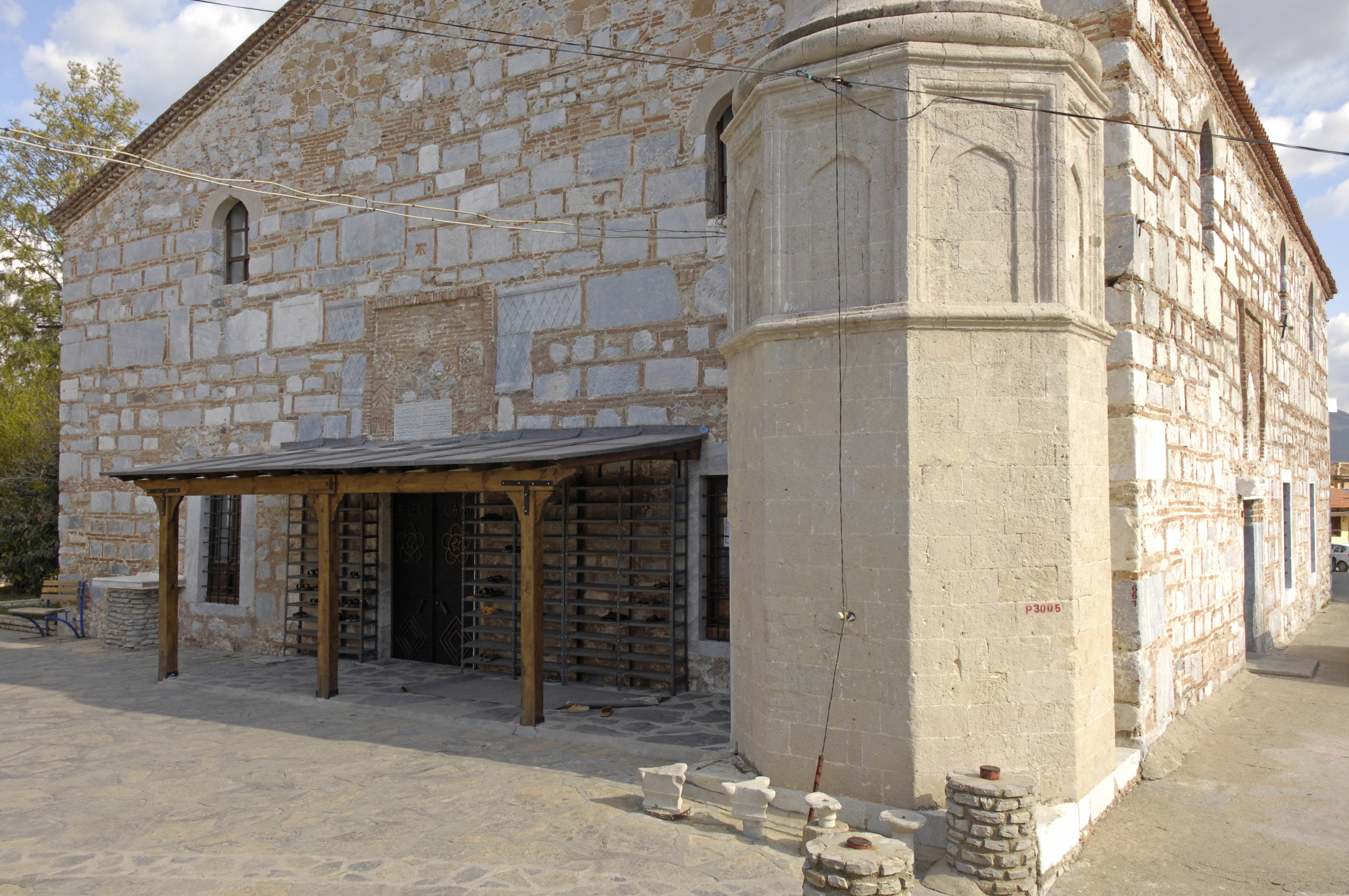
جامع "بيلين" (Belen) في "ميلاس ".
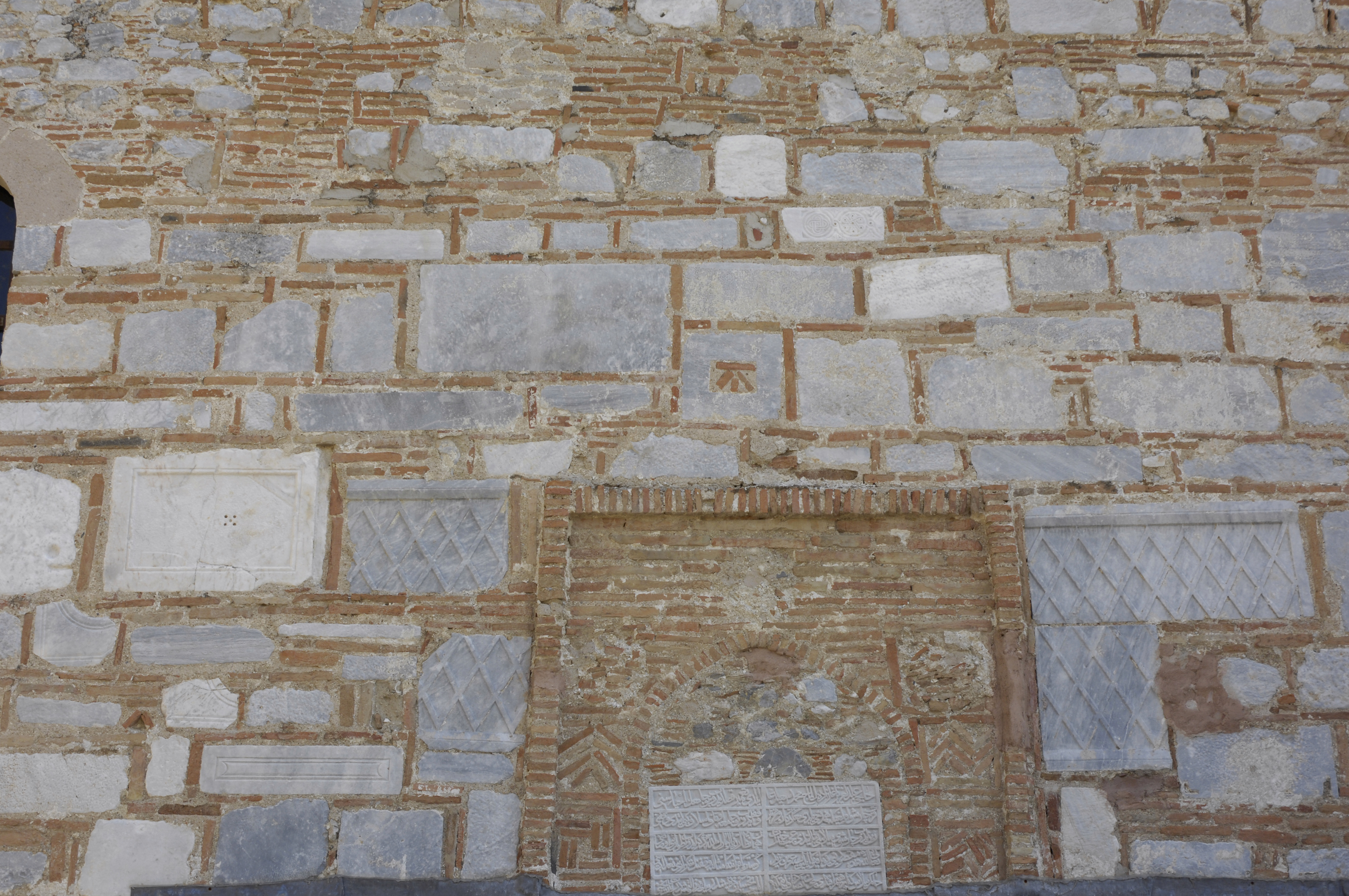
كتابة أعلى مدخل جامع (Belen) "بيلين" في "ميلاس " مكتوب عليه عام 1750.
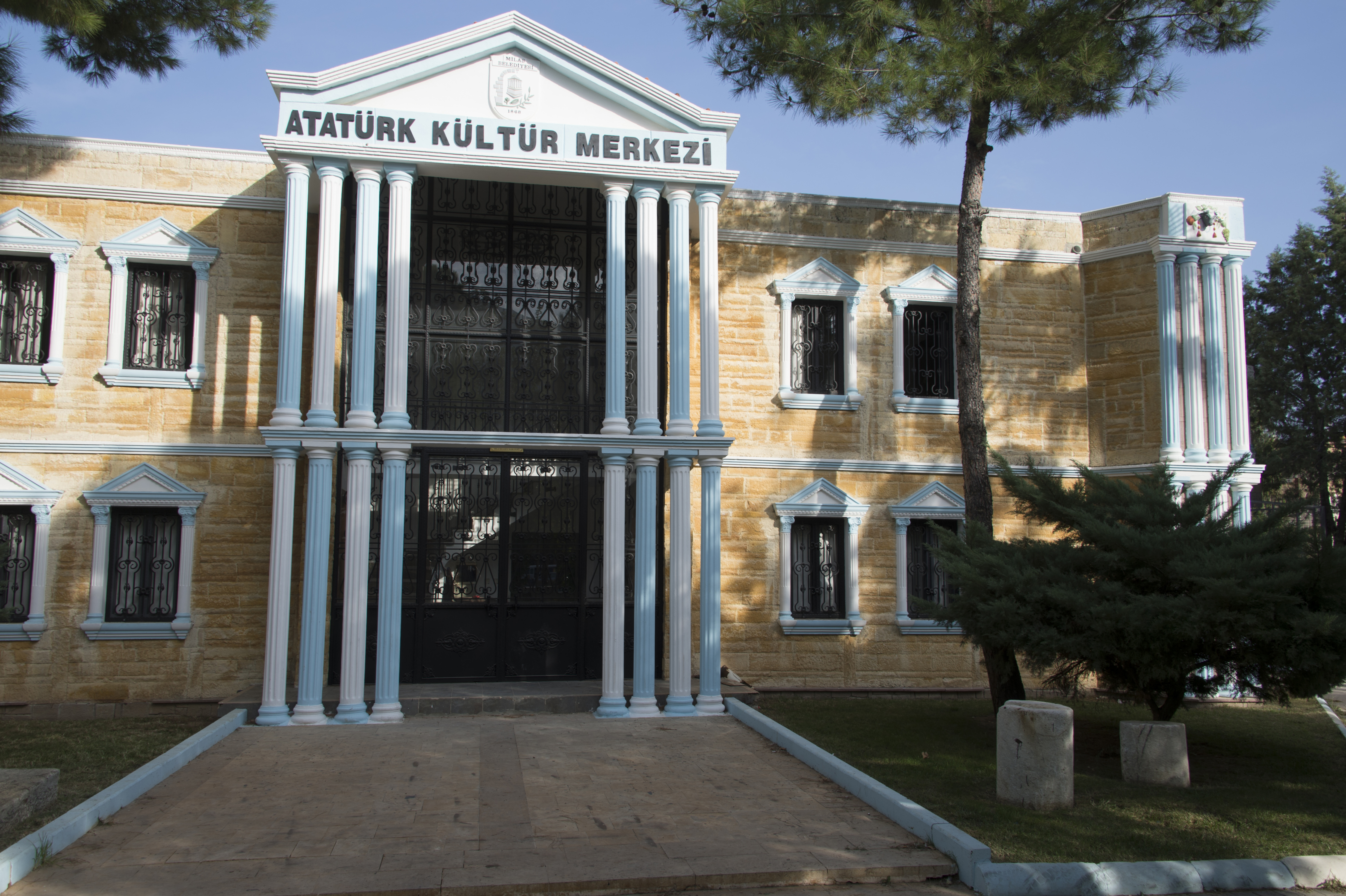
مركز ميلاس الثقافي.
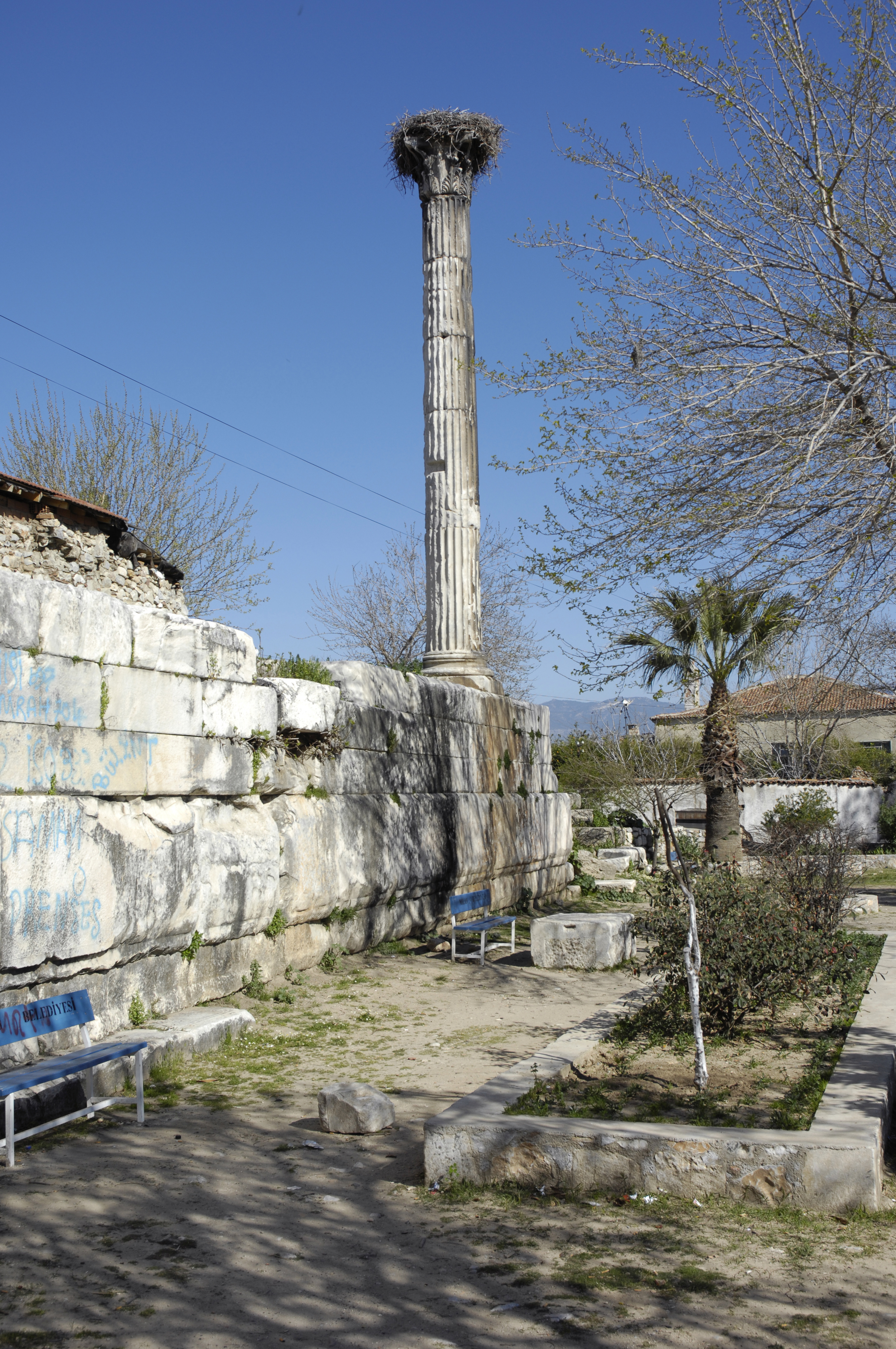
معبد "زيوس كاريوس" (Zeus Karios) في ميلاس.
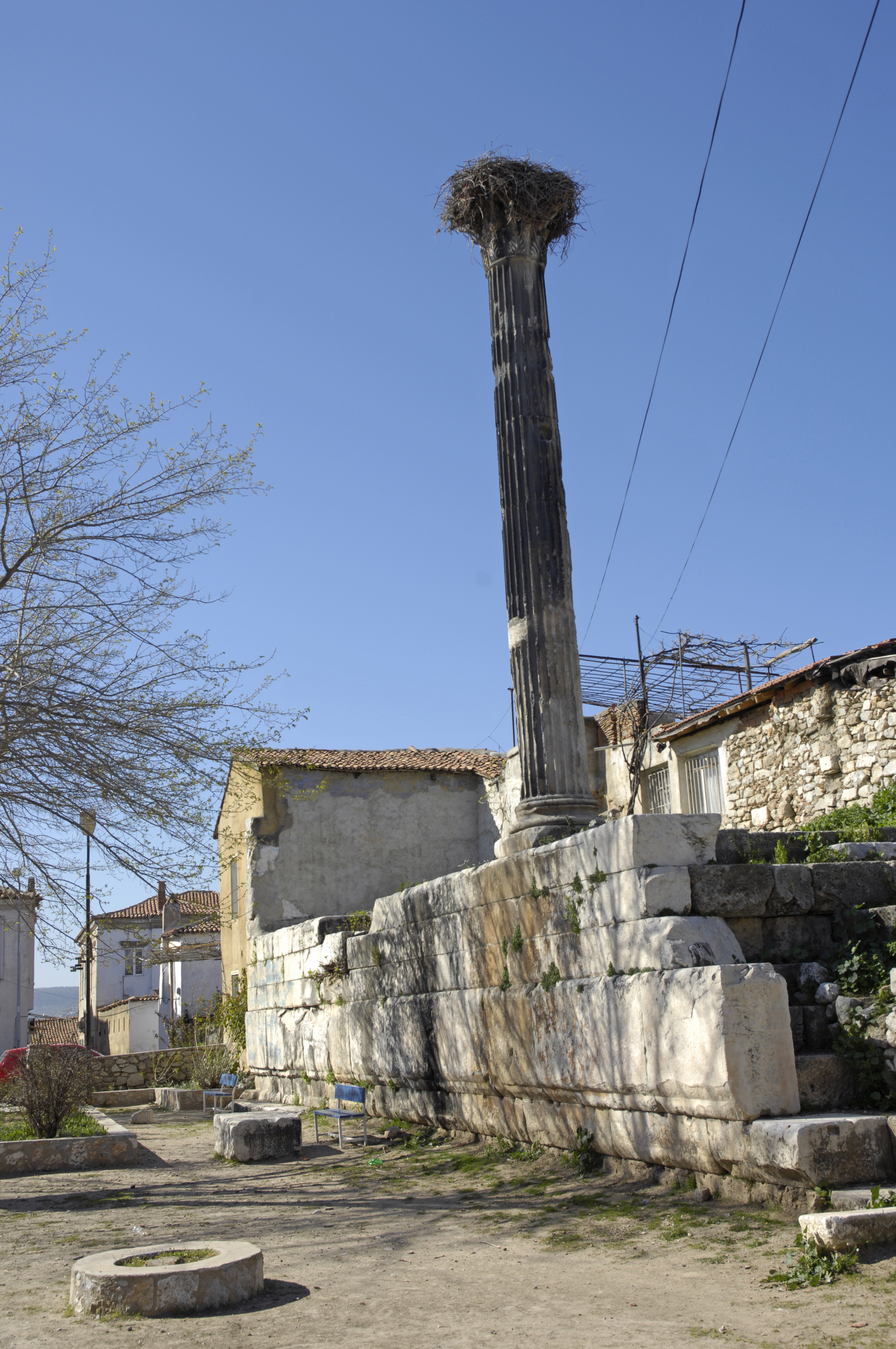
معبد "زيوس كاريوس" (Zeus Karios) في ميلاس.
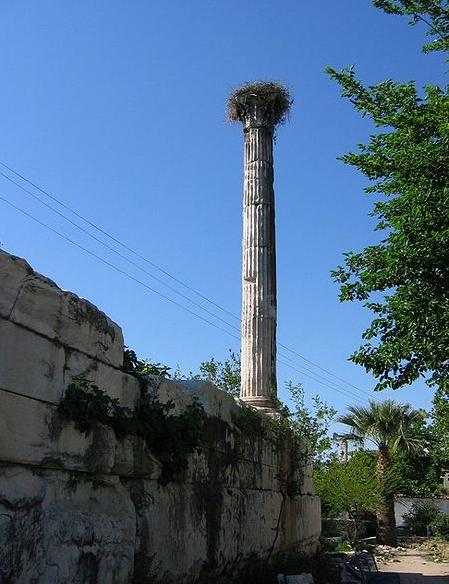
عش لطائر اللقلق على رأس عمود أثري قديم.
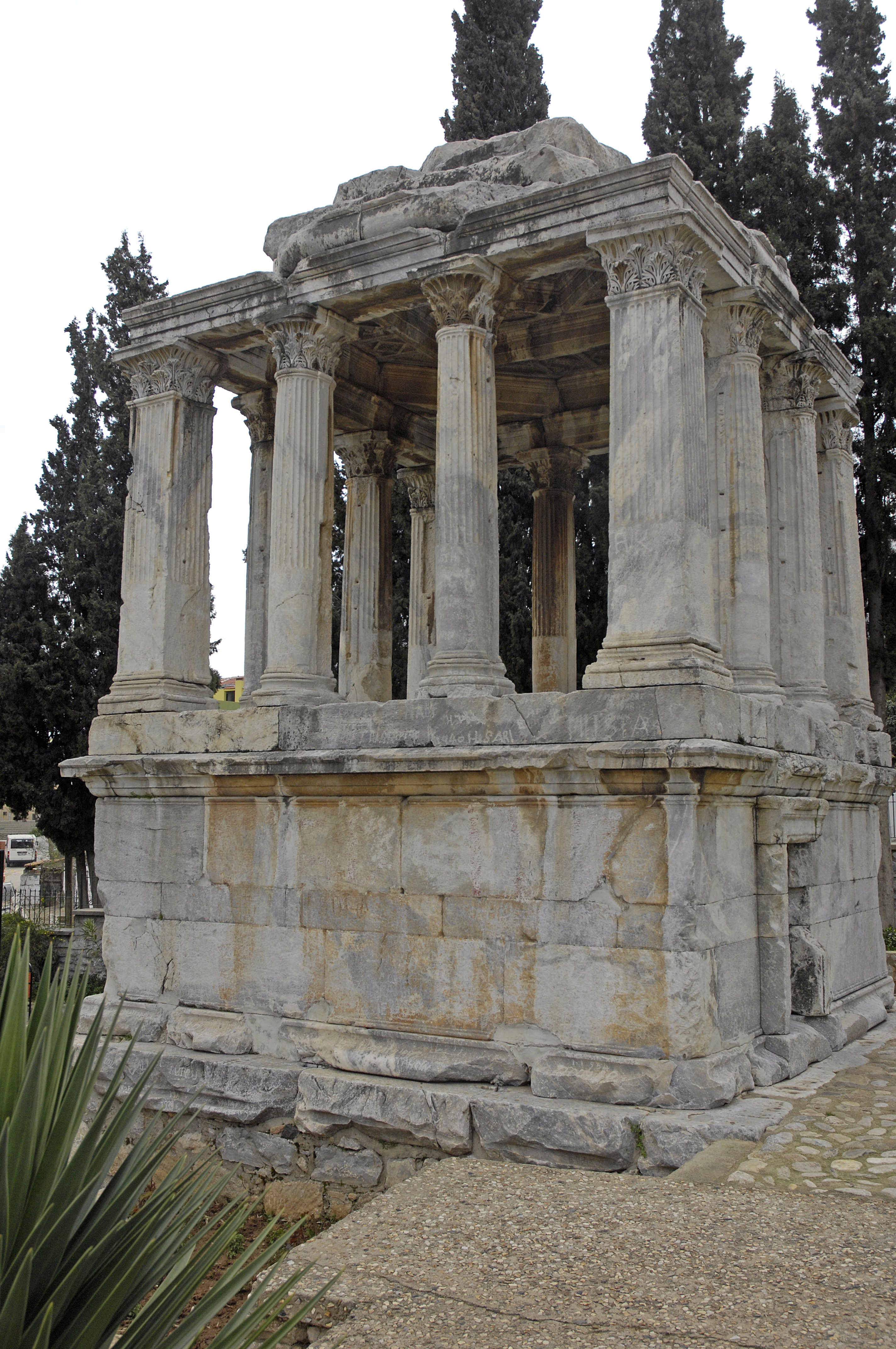
قبر "غوموش كيسين" (بالتركية: Gümüşkesen)‏.
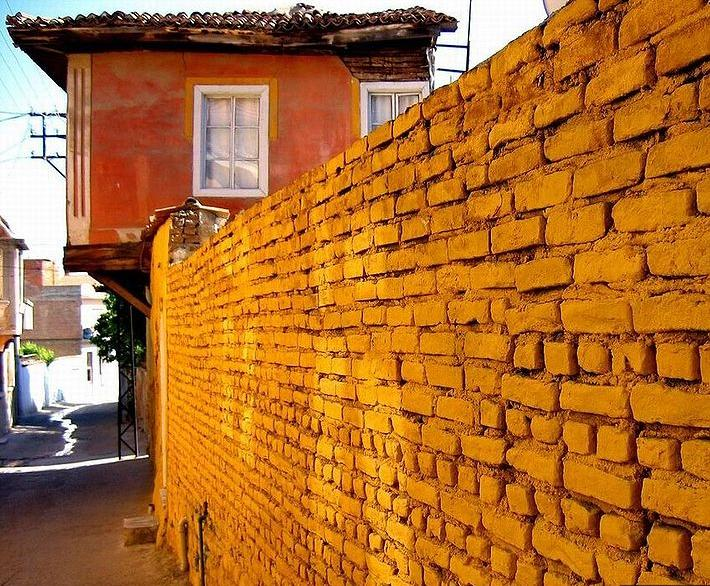
البيوت التركية التقليدية في شوارع ميلاس الخلفية.
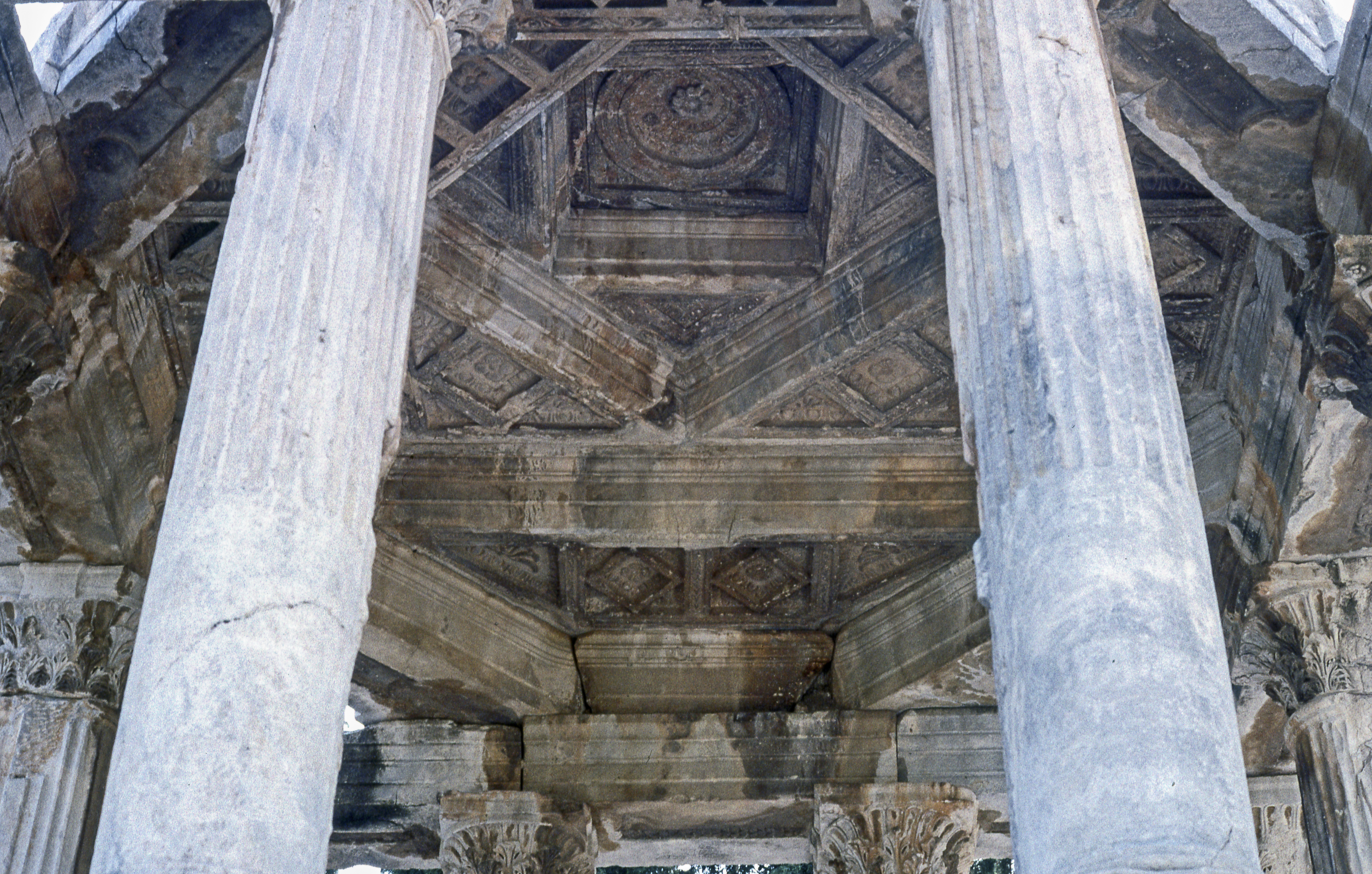
تفاصيل السقف في قبر "غوموش كيسين" (بالتركية: Gümüşkesen)‏.